# Impressionisme
Het impressionisme is een kunststroming, ontstaan vanuit de schilderkunst. De beweging had haar bakermat in Frankrijk, in de tweede helft van de negentiende eeuw. Aanvankelijk ontstond ze als een revolterende beweging tegenover de toen algemeen aanvaarde en officieel door de staat erkende academische kunst. Uiteindelijk ontwikkelde ze zich tot een totaal nieuwe stijltechnische conceptie die aan de wieg stond van het modernisme uit de twintigste eeuw. Typerende kenmerken van het impressionisme zijn de gerichtheid op de beleving van het moment ('impressie'), de keuze voor thema's uit het 'moderne leven', de bijzondere aandacht voor lichteffecten en kleur, een schetsachtige werkwijze en het werken in de open lucht.
Tot de bekendste vertegenwoordigers behoorden kunstschilders als Claude Monet, Berthe Morisot, Pierre-Auguste Renoir, Édouard Manet, Edgar Degas en Paul Cézanne. De impressionisten exposeerden hun werk tussen 1874 en 1886 op acht door henzelf georganiseerde tentoonstellingen in Parijs. Na 1886 werd hun vernieuwersrol overgenomen door neo- en postimpressionistische groeperingen, hoewel de stroming ook na die tijd in diverse landen buiten Frankrijk nog belangrijke bloeiperiodes zou kennen.
Ook in de eenentwintigste eeuw kan het impressionisme nog steeds bogen op een grote populariteit. Thema-exposities en impressionistenafdelingen van grote musea trekken hoge bezoekersaantallen. Qua prijzen kunnen impressionistische topwerken zich meten met 'oude meesters'.
Het impressionisme werkte ook in andere kunstvormen door, zoals de klassieke muziek, de literatuur, de beeldhouwkunst en de fotografie.

## Stijl en kenmerken

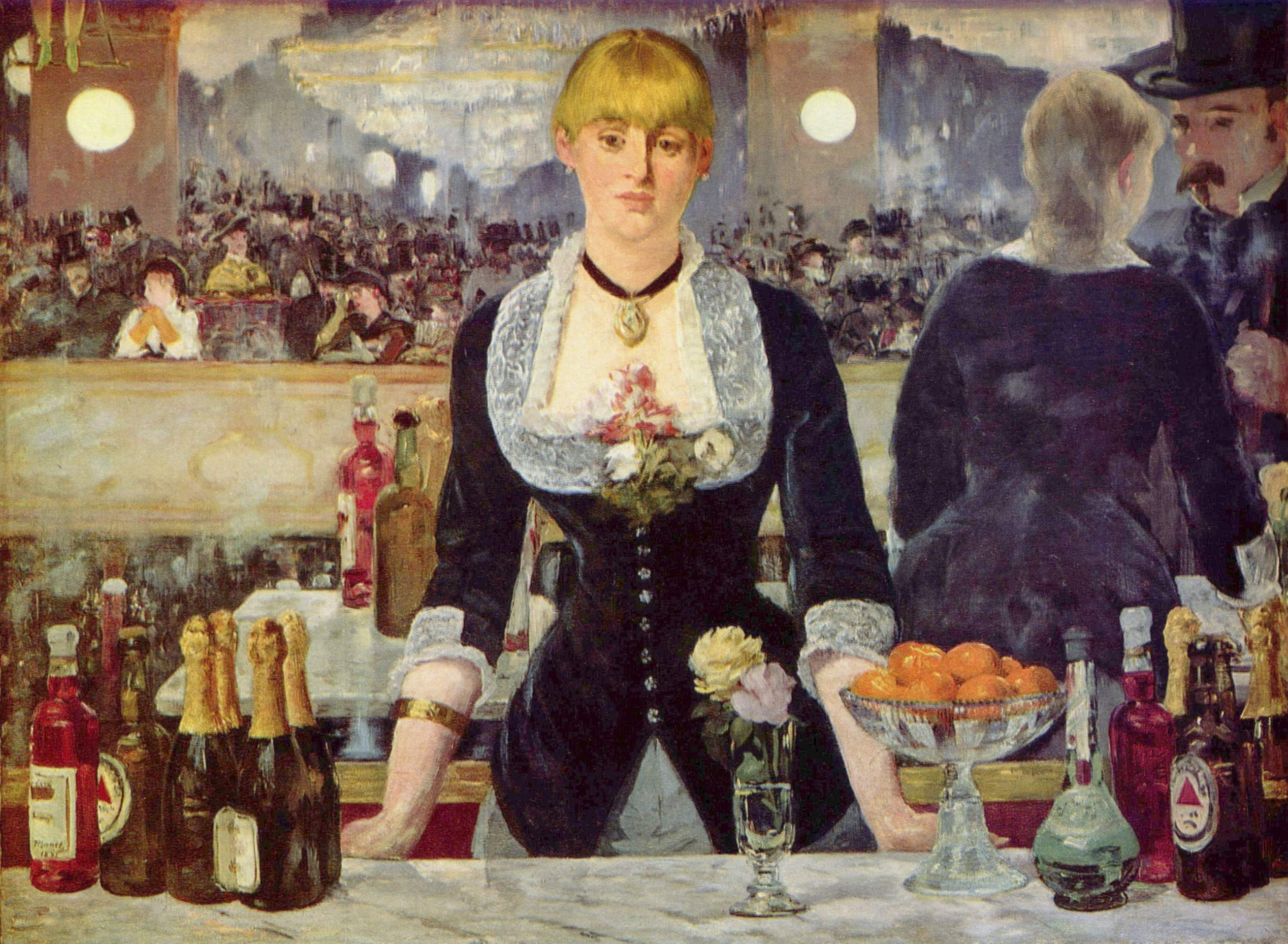
Manets Een bar in de Folies-Bergère, 1882, in zijn latere impressionistische stijl, gesitueerd in het Parijse uitgaansleven.

Er bestaat geen algemene theorie van het impressionisme. Renoir zei ooit: 'Ik heb geen regels of methodes. Iedereen mag komen kijken wat ik gebruik of mij bij het schilderen gadeslaan. Ze zullen zien dat ik geen geheimen heb'. De vraag wat het impressionisme typeert is dan ook niet eenduidig te beantwoorden en kan per kunstenaar sterk verschillen.
Niettemin is er een aantal criteria te noemen die doorgaans als onderscheidend worden gezien:

### Impressie, schetsmatige werkwijze
Op de eerste plaats kan gewezen worden op de term 'impressie', die bij uitstek tot het impressionistische vocabulaire ging behoren: de onmiddellijke beleving van het moment, vaak een willekeurig tafereel uit het dagelijks leven, zonder verdere boodschap of doel. Daarbij ging het in de weergave niet langer om een objectieve registratie van de werkelijkheid, maar vooral om de subjectieve waarneming van de kunstenaar, met veel aandacht voor sfeer. De kunstenaar was tevreden en 'klaar' zodra de impressie was vastgelegd, hetgeen de spontane en schetsmatige indruk van een kunstwerk vaak versterkte: alsof het in een paar minuten op doek was gezet, in een losse toets, nog niet geheel af. De vlotte penseelstreken en de ogenschijnlijk slordige uitvoering kunnen daarbij gezien worden als metaforen voor het vluchtige moment en de snelheid van het dagelijks leven.

### Thema's uit het eigentijdse leven

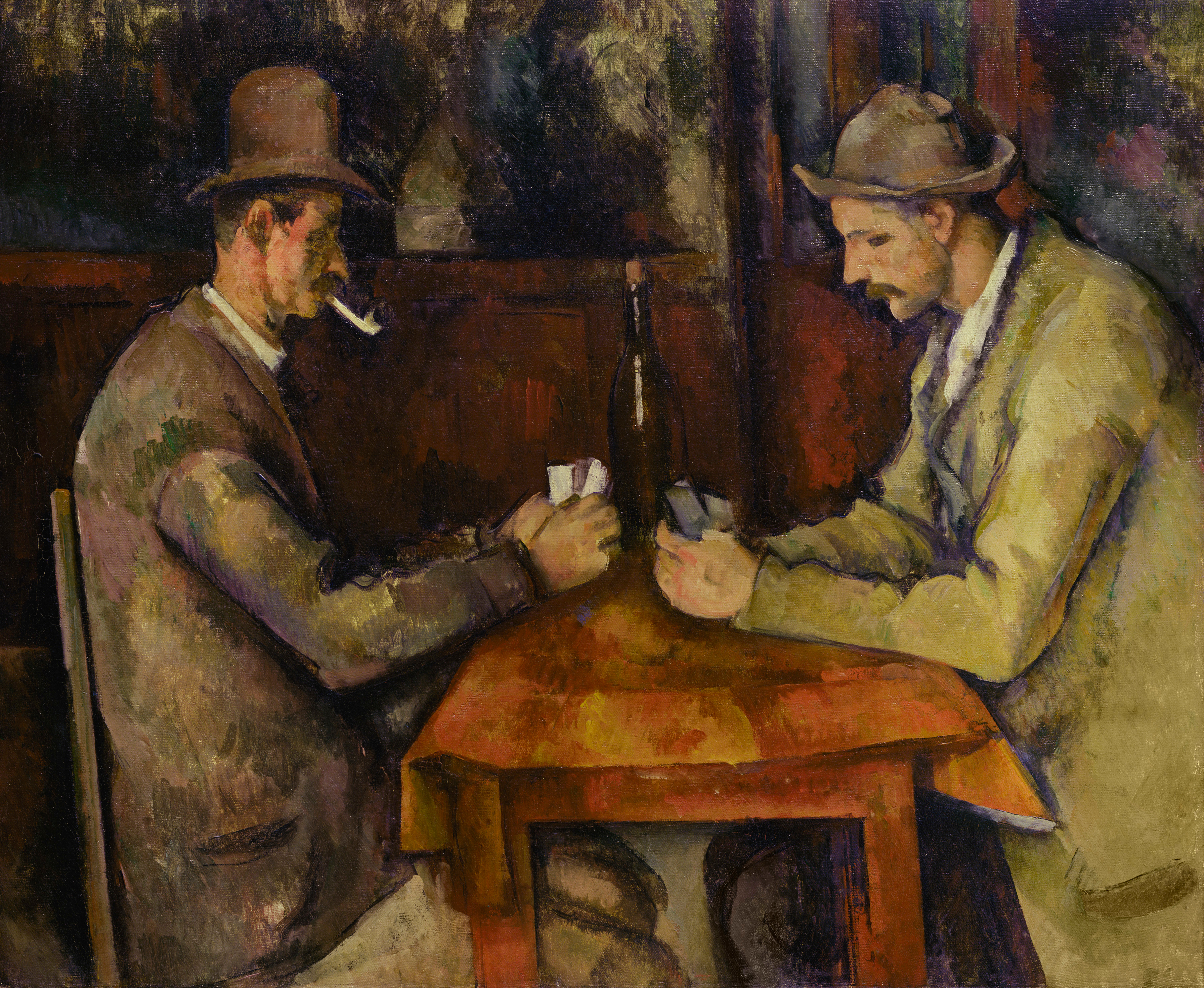
De kaartspelers van Cézanne, 1893-1896, in de voor zijn werk kenmerkende monumentale stijl waarmee hij vooruitliep op het latere modernisme.

Hoewel ook portretten en landschappen in zwang bleven, was het impressionisme vernieuwend in zijn thema's, die veelal gekozen werden uit het eigentijdse en alledaagse leven. Voor het eerst werden arbeiders, prostituees, cafégangers, willekeurige voorbijgangers en andere 'gewone mensen', systematisch tot onderwerp van een schilderij gemaakt, vaak op locaties waar het moderne leven zich bij uitstek afspeelde: stations, bruggen en parken, operahuizen, stranden, regatta's, enzovoort. Door de 'impressies' van het veranderende leven tot het brandpunt van hun kunst te maken legden de impressionisten de nadruk op het aspect van de individualiteit, dat een kenmerk van de nieuwe, moderne samenleving zou worden. In deze zin kan de impressionistische kunst tevens worden gezien als een weerspiegeling van een proces van maatschappelijke verandering. Een ideaal decor was Parijs, dat in de jaren 1860 door baron Georges-Eugène Haussmann werd getransformeerd van een oude stad vol middeleeuwse steegjes tot een moderne metropool met brede boulevards.
De aandacht van de impressionisten voor technologische ontwikkelingen kan worden gekoppeld aan de interesse van velen onder hen voor de opkomende fotografie, die het doel van de schilderkunst in een ander daglicht stelde. Typerend is dat de impressionisten deze ontwikkeling niet als bedreiging zagen, maar het nieuwe medium volop omarmden. De vluchtige weergave van mensen en objecten alsook het gebruik van afsnijding (of zelfs volledige lege plekken in de compositie), zijn duidelijk te herleiden naar de techniek van de fotografie.

### Licht en kleur, werken in de open lucht
In de technische uitwerking vielen de impressionisten vooral op door hun behandeling van contrast, kleur en licht. Er was veel aandacht voor de verschillende schakeringen bij veranderend licht en voor de onderlinge relaties van de kleurwaarden, die vaak in complementaire tonen werden weergegeven op een fijn verdeelde schaal van licht naar donker. Motieven, vormen en omtrekken (belijning) werden daaraan ondergeschikt gemaakt. Het kleurgebruik werd bovendien feller en intenser, hetgeen samenviel met een toename van kleur in de buitenwereld: de chemische techniek had geleid tot een enorme groei in de beschikbaarheid van kleurstoffen. Dat leidde bijvoorbeeld tot een toename van bonte kleren op straat, maar bijvoorbeeld ook tot een grotere beschikbaarheid van allerhande pigmenten, vaak ook nieuwe, zoals chroomgroen. Zwart werd zelden gebruikt. De elementaire kleuren werden vaak nat-in-nat in los naast elkaar geplaatste toetsen op doek gebracht, zodat ze op afstand de gewenste kleurvariaties vormden en aldus een subtielere nuancering toelieten. Belangrijk was hierbij niet meer de stoffelijke preciesheid van de vormen in de natuur, maar veeleer de kleurrijke oplossing van zon, licht en lucht.
Veel schilders maakten zich vrij van het natuurlijke kleurenpalet. Het violet, dat in de natuur zeldzaam is en voorheen hooguit 4 procent van de schilderwerken kenmerkte, was aan het eind van de 19e eeuw prominent aanwezig in 36,5 procent van de doeken. Impressionisten maakten opvallend gebruik van het kortgolvige deel van het kleurenspectrum en tijdgenoten beschuldigden hen van violetgekte en indigogekte.
De kant-en-klare beschikbaarheid van verf in tubes, na de uitvinding door Geoffrey Rand in 1841, bevorderde bovendien het werken 'en plein air', hetgeen nog een ander aspect was dat de impressionistische kunstschilder typeerde. Impressionisten wilden het 'waargenomene' direct afbeelden zoals het zich aan hen toonde en zoals ze de impressie zelf ter plekke ervoeren. Ze waren dan ook altijd op straat te vinden of ergens in het landschap, in elk geval buiten.

## Geschiedenis

### Context en invloed
Parijs werd in de negentiende eeuw in toenemende mate beschouwd als het artistieke middelpunt in de wereld. Na de bloeiperiode van de romantiek was de op een academische leest geschoeide realistische Franse schilderkunst rond 1850 toonaangevend geworden in Europa. Een belangrijke substroming was het neoclassicisme, dat de klassieke Griekse en Romeinse kunst ten voorbeeld nam en thema's zocht in de geschiedenis en de mythologie. Veel werken droegen een boodschap uit. De belangrijkste vertegenwoordigers waren Jean-Auguste-Dominique Ingres en Eugène Delacroix, hoewel de laatste afweek van de gangbare opvattingen omdat hij kleur en niet de lijnvoering als belangrijkste beeldend middel beschouwde.
Een nieuwe ontwikkeling in de realistische schilderkunst werd rond 1850 in gang gezet door de schilders van de School van Barbizon. Vanuit een kunstenaarskolonie even ten zuiden van Parijs maakte deze groep jonge kunstenaars genrewerken en landschappen, zonder romantische opsmuk, maar met veel aandacht voor de verschillende verschijningsvormen van het licht. Belangrijke vertegenwoordigers waren Theodore Rousseau, Camille Corot, Jean-François Millet en Charles-François Daubigny. De schilders van de School van Barbizon werkten in de vrije natuur, 'en plein air', waar ze de stemming van de natuur direct wilden weergeven.
Het ontstaan van het impressionisme dient geplaatst te worden in de lijn van de ontwikkeling die volgde op het realisme en het neoclassicisme. Een directe invloed ging uit van Delacroix en als gezegd van de Barbizonschilders, met wie veel impressionisten in de jaren 1860 samenwerkten. Invloeden kwamen echter ook vanuit het buitenland. Zo kan gewezen worden op de in Frankrijk werkende Nederlandse kunstschilder Johan Barthold Jongkind, die rond 1860 al een reeks impressionistisch aandoende schilderijen maakte van de Notre Dame, steeds bij een andere belichting. Jongkind werkte samen met Claude Monet en Eugène Boudin aan het Normandische strand, waar ze de effecten van het licht op het landschap bestudeerden. Aan de kust werd de basis gelegd voor het impressionisme zoals we dat nu kennen. Daarnaast kan de Engelsman William Turner worden genoemd, wiens werk veel indruk maakte op een aantal vroege impressionisten. Het waren allemaal schilders die lieten zien dat er nieuwe paden begaanbaar waren in de kunst, andere wegen dan de toen gangbare, waarvan de grenzen rond 1860 in Frankrijk streng bewaakt werden door de conservatief-classicistische Académie des Beaux-Arts.

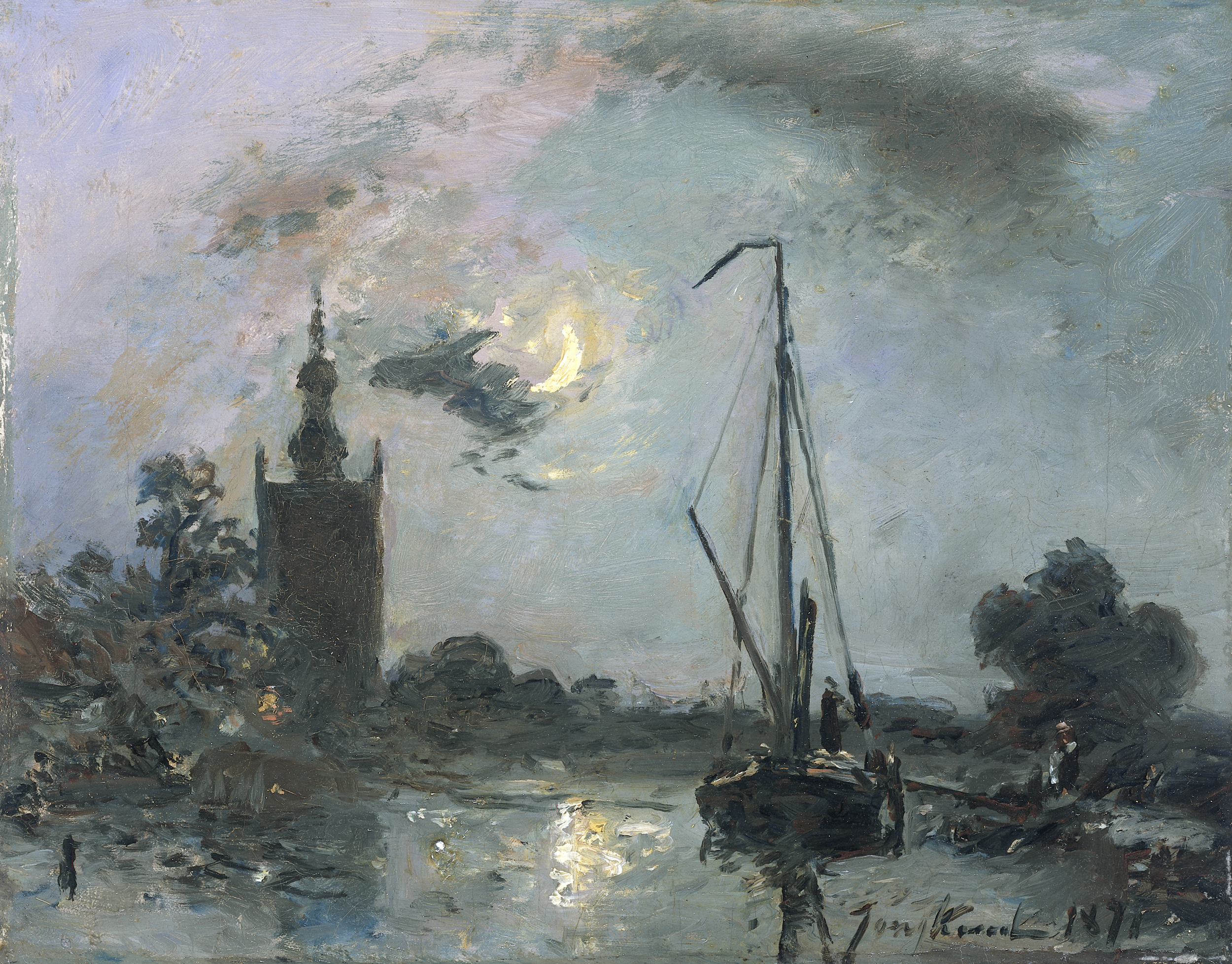
Overschie bij maneschijn (1871) van Jongkind, die de jonge Monet ten voorbeeld was.
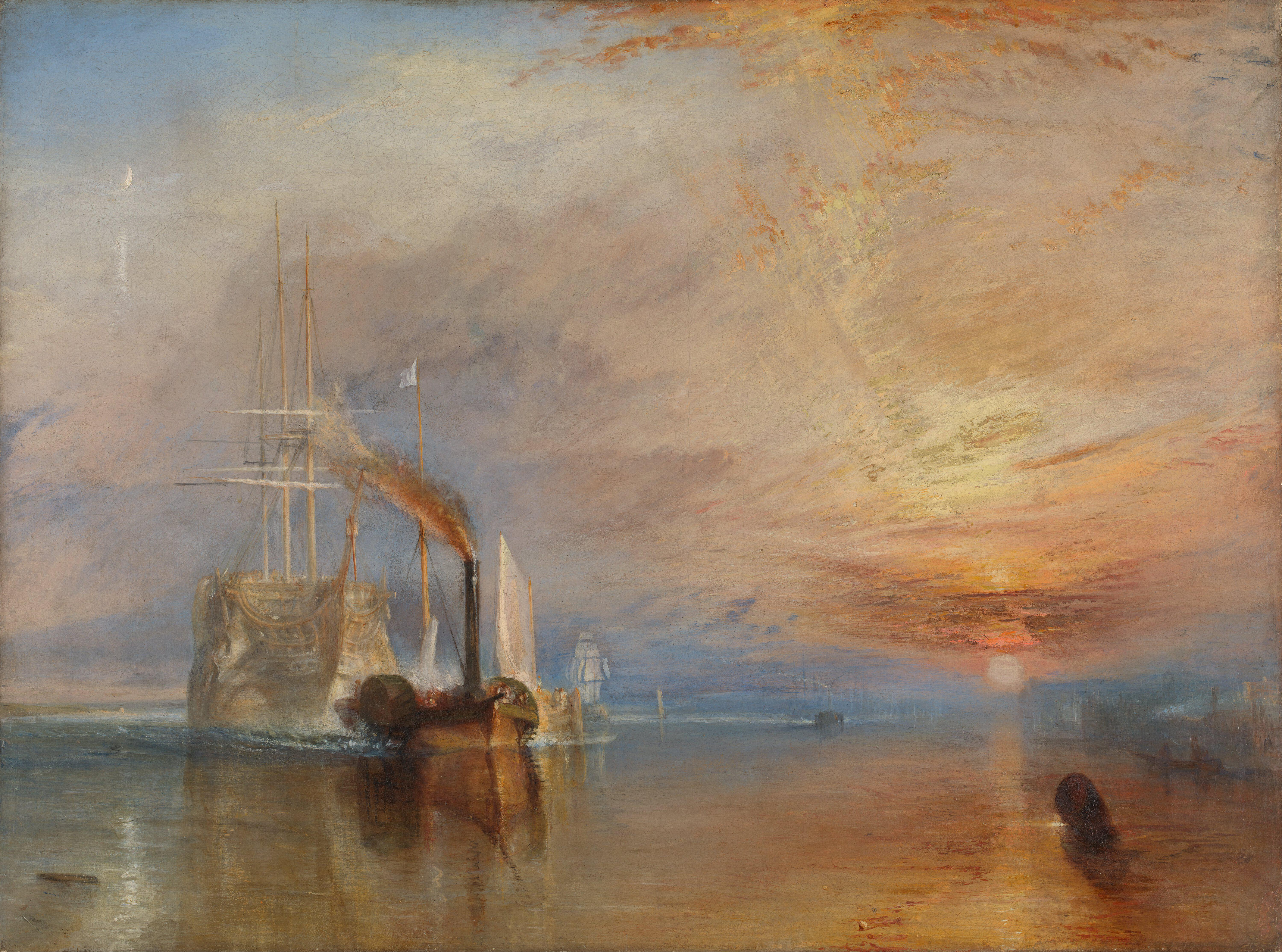
The Fighting Temeraire (1839) van Turner, wiens experimentele werkwijze doorwerkte in het impressionisme.
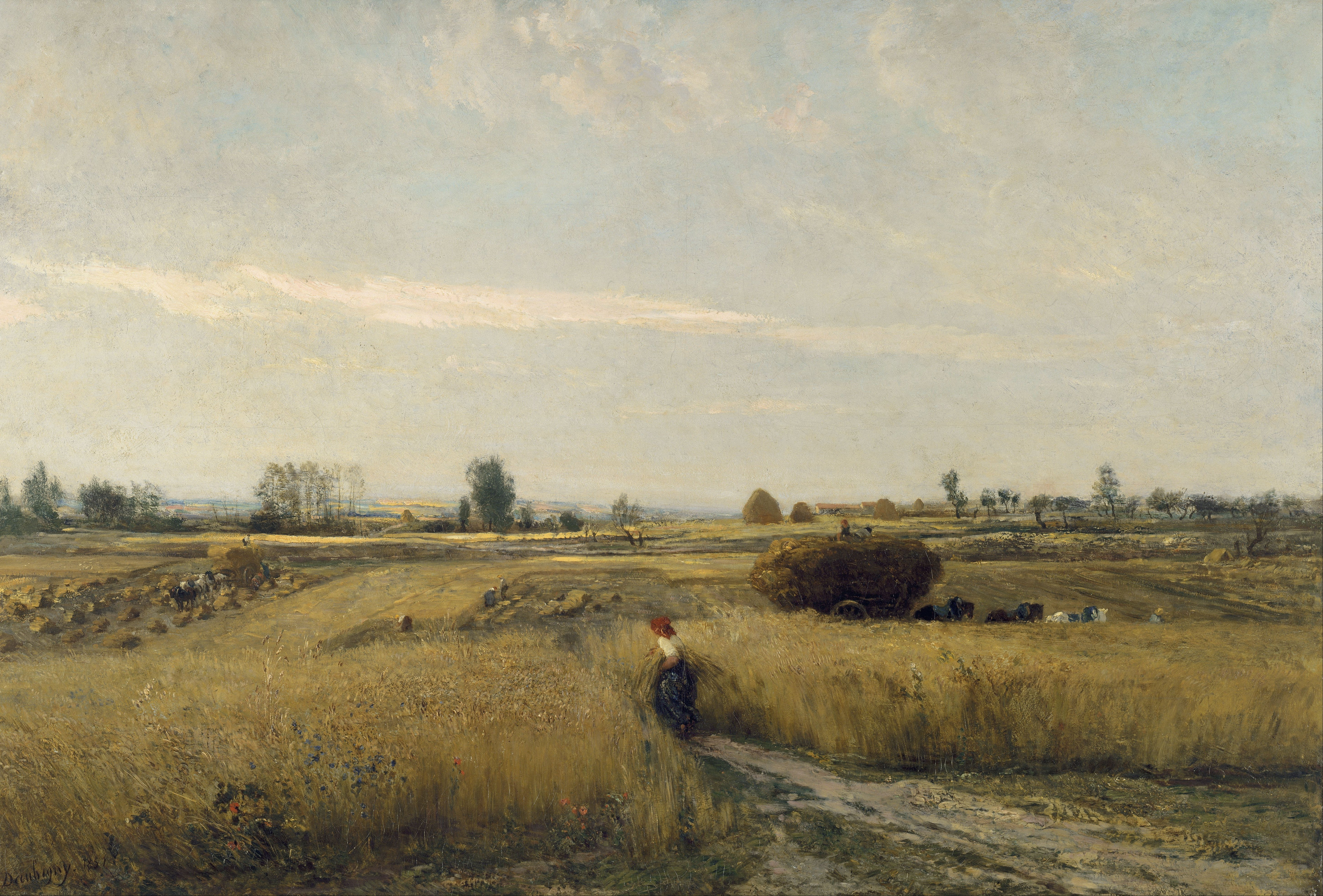
Graanoogst (1851) van Daubigny. De Barbizonschilders hadden grote invloed op de vroege impressionisten.

### Ontstaan
De eerste groep impressionisten kan vrij precies worden afgebakend. Het was een hechte vriendengroep, overwegend afkomstig vanuit de gegoede burgerij, die vanaf de jaren 1860 gezamenlijk optrok en die met een open geest op zoek ging naar nieuwe wegen. Deze groep bestond uit Camille Pissarro, Claude Monet, Pierre-Auguste Renoir, Edgar Degas, Alfred Sisley, Frédéric Bazille en Armand Guillaumin. Vaak wordt ook Édouard Manet tot deze groep gerekend, hoewel hij duidelijk zijn eigen weg bleef gaan en pas later overschakelde naar een impressionistische werkwijze. Gelieerd waren ook Paul Cézanne en Berthe Morisot. Veel van deze betrekkelijk jonge kunstschilders kenden elkaar vanuit deels gemeenschappelijke opleidingsateliers, onder andere die van Charles Gleyre en Gustave Courbet. Vanaf 1866 zouden ze elkaar regelmatig treffen in het Café Guerbois aan de Rue des Batignolles, waardoor ze een tijdlang de 'Batignolles-groep' werden genoemd. Geleidelijk vonden ze zich in een gezamenlijke visie op de schilderkunst, die niet meer uitging van het weergeven van een objectieve werkelijkheid, maar van hetgeen de schilder voelt en ervaart. Schilderen werd een individuele ervaring, het kijken naar een schilderij evenzeer. Rond 1870 had de groep zich in grote lijnen gevonden in de herkenbare kenmerken als eerder beschreven, die korte tijd later gevangen zouden worden in de term impressionisme.
Het ontstaan van het impressionisme als beweging staat niet op zichzelf, maar dient begrepen te worden in het licht van de dominante positie van de Académie des beaux-arts en de Parijse salon binnen de Parijse kunstwereld. De voor het leven benoemde leden van de Académie bepaalden de regels waaraan kunst moest voldoen en selecteerden op basis daarvan hoogstpersoonlijk de werken voor de toonaangevende salontentoonstellingen, die jaarlijks werden gehouden. Voor vernieuwende ideeën was weinig plaats. Werken van de groep vroege impressionisten werden systematisch genegeerd. Gesterkt door het succes dat een aantal van hen had tijdens de eerste Salon des Refusés in 1863 en de aandacht van een aantal nieuwe kunsthandelaren en bevriende schrijvers, ontstond geleidelijk het idee om de Académie en de Parijse salon links te laten liggen en een eigen weg te gaan. Nadat in 1867 de meeste schilders van de groep andermaal geweerd waren tijdens de Parijse wereldtentoonstelling, smeedden zij een plan voor een eigen expositie, maar wegens geldgebrek ging dat niet door. Zes jaar later probeerden ze het opnieuw.

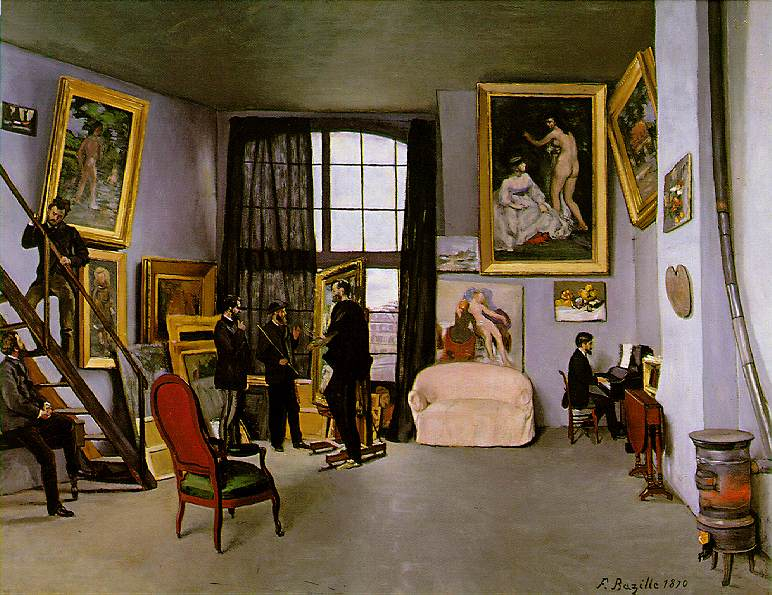
Bazilles Het atelier in de rue de la Condamine (1870), waarin de realistische tendensen nog duidelijk zichtbaar zijn.
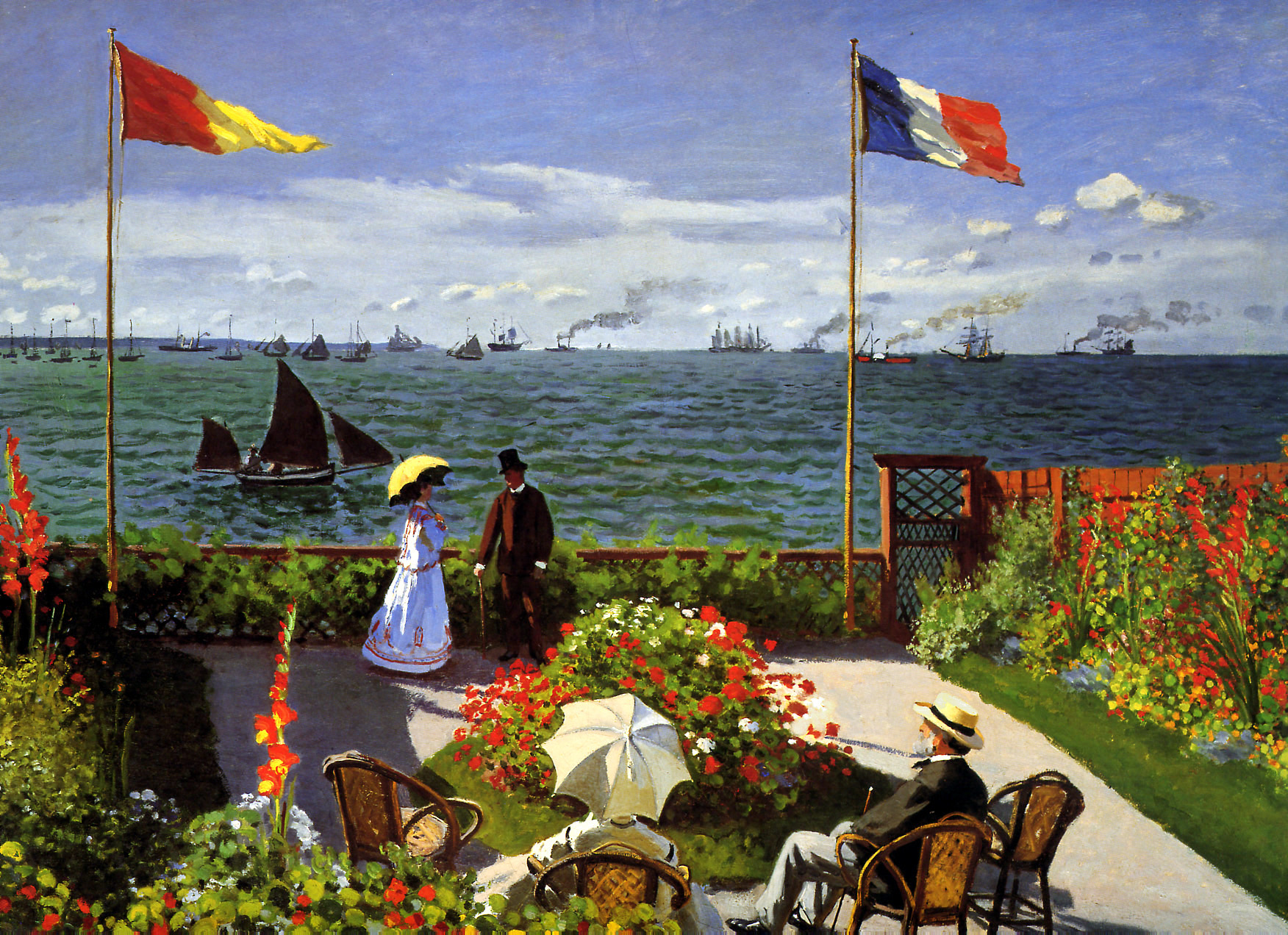
Monets Terras in Sainte-Adresse (1867), met voor die tijd bijzondere aandacht voor kleuraccenten.
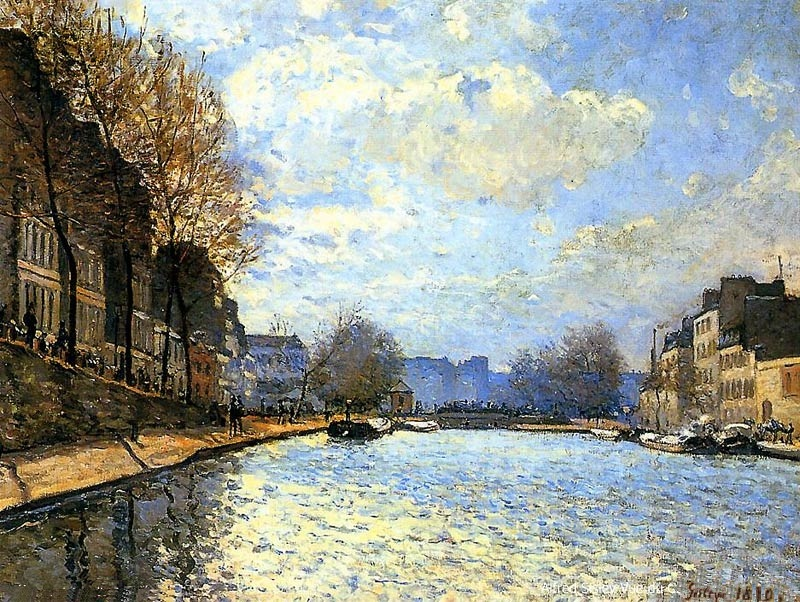
Sisleys Vue du canal Saint-Martin (1870), waarbij de aandacht voor licht, lucht en water opvalt.

### Eerste impressionistententoonstelling, 1874
Voor de Salon van 1873 hadden slechts enkele van de genoemde schilders werken ingezonden en van hen hadden alleen Manet en Morisot succes. Er was weliswaar ook weer een Salon des Refusés, maar de opvatting dat je ook zonder de Salon vooruit kon komen won steeds meer terrein. Op 27 december 1873 stichtten Monet, Renoir, Pissarro, Sisley, Degas, Morisot, Béliard, Lepic, Levert, Rouart en Guillaumin de 'Société anonyme des artistes, peintres, sculpteurs, graveurs etc.' Ze zouden de voorbereidingen treffen voor de eerste grote impressionistententoonstelling, enkele maanden later. Er was geen gezamenlijk geformuleerd programma.
De eerste impressionistententoonstelling werd gehouden van 15 april tot 15 mei 1874 in het voormalige atelier van de fotograaf Nadar, aan de Boulevard des Capucines. Een voorstel van Degas om de groep daarom "La Capucine" te noemen werd afgewezen. Het doel was niet zozeer om een nieuwe schilderstijl te promoten, maar vooral om te ontsnappen aan de selectiecriteria van de Salon en een nieuwe expositiemogelijkheid te creëren. Voor 60 franc mocht elke kunstenaar twee werken exposeren. Er was geen selectie, om de ophanging werd er geloot en er waren geen prijzen. In totaal werden er 165 werken gepresenteerd, onder anderen van Renoir, Monet, Dégas, Pissarro, Cézanne, Guillaumin en Morisot. Sommige werken zouden later gaan behoren tot de canon van het impressionisme, maar er was ook veel werk te zien van minder bekende, inmiddels bijna vergeten schilders, die vaak niets met de 'Batignolles-groep' van doen hadden. In totaal kwamen er 3500 betalende bezoekers, hetgeen naar verwachting was, maar het markerende karakter dat later aan de expositie zou worden toegeschreven werd toen zeker nog niet onderkend, ook niet in de pers.
De recensies in kranten en tijdschriften op de tentoonstelling waren wisselend en zeker niet eenzijdig negatief, zoals later wel zou worden gesuggereerd. Dat nam niet weg dat er ook ronduit vijandige reacties waren. Een satirisch stuk van Louis Leroy in het tijdschrift Le Charivari onder de titel De tentoonstelling van de impressionisten leidde uiteindelijk tot de definitieve naam van de stroming. Verwijzend naar Monets Impression, soleil levant liet hij zich geringschattend uit over de impressies die de kunstenaars trachtten te maken. Een denkbeeldige vriend liet hij uitroepen: "Is deze figuur zo lelijk genoeg? Aan de voorkant heeft hij ogen, oren en een mond. Dat is al heel wat. De impressionisten zouden niet de moeite hebben genomen om deze details aan te brengen!"

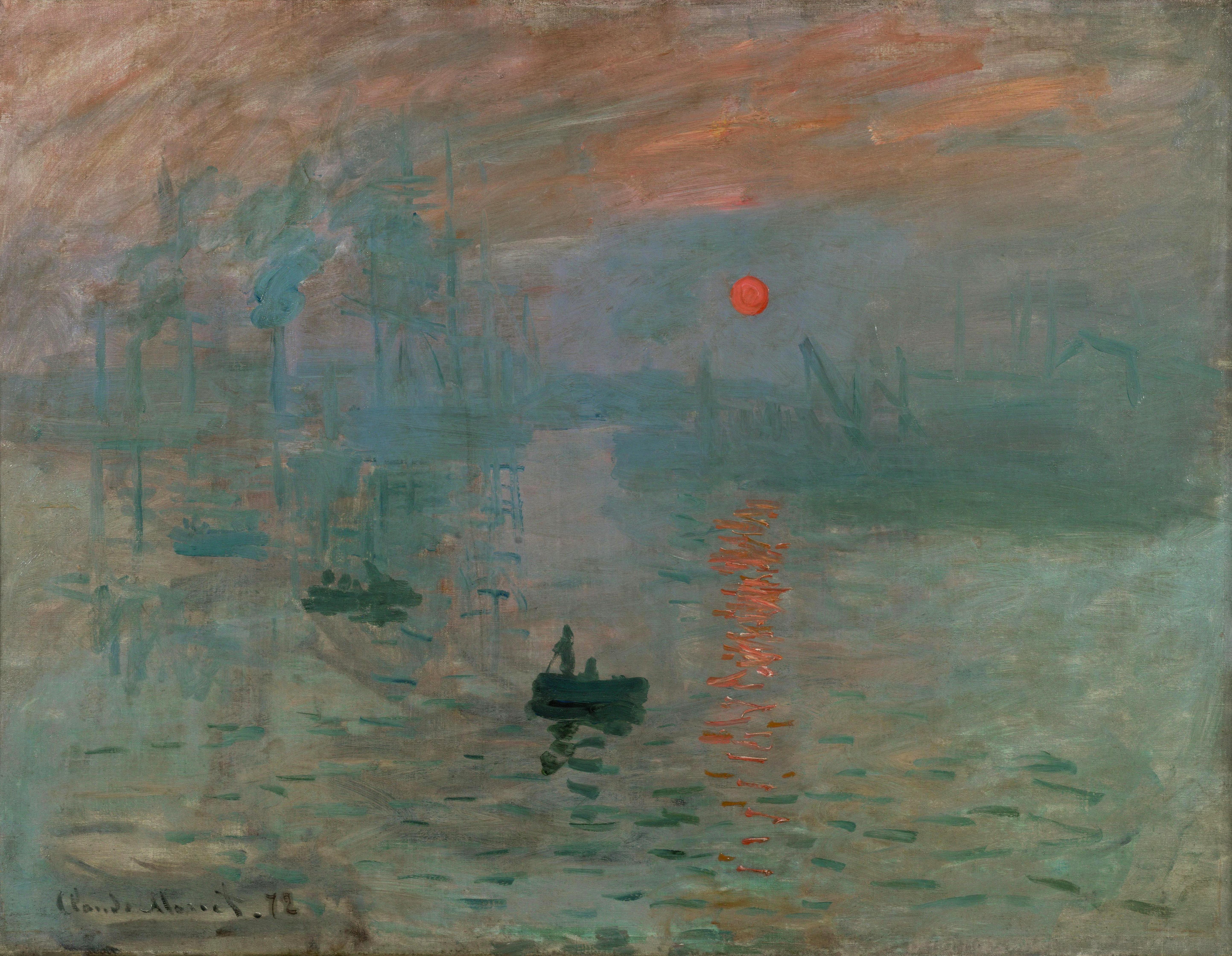
Monets Impression, soleil levant (1872). De naam van dit schilderij leidde via een omweg naar de naam van de stroming Impressionisme. Geëxposeerd op de eerste tentoonstelling.
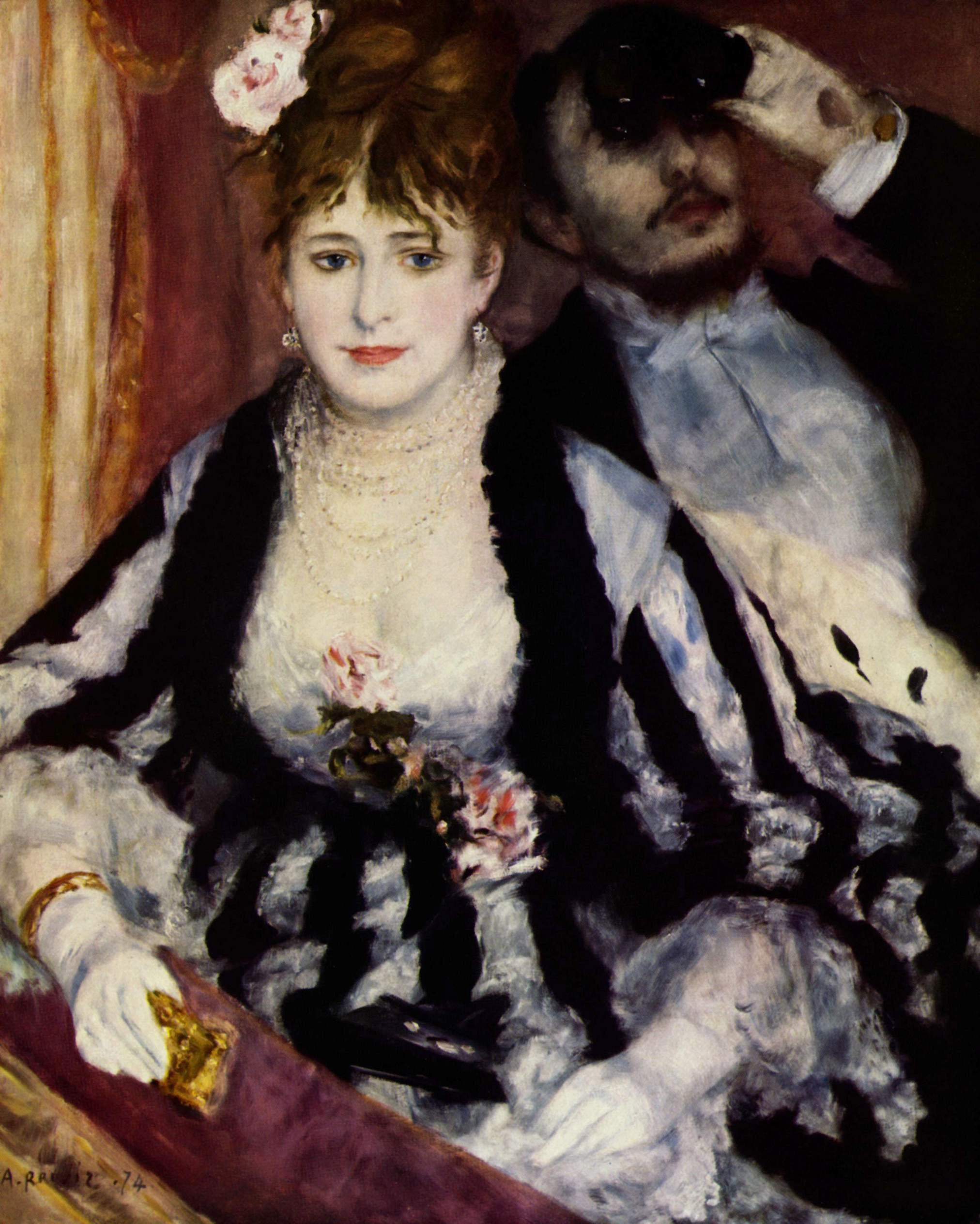
Renoirs De loge (1874), bekend portret van het impressionisme. Geëxposeerd op de eerste tentoonstelling.
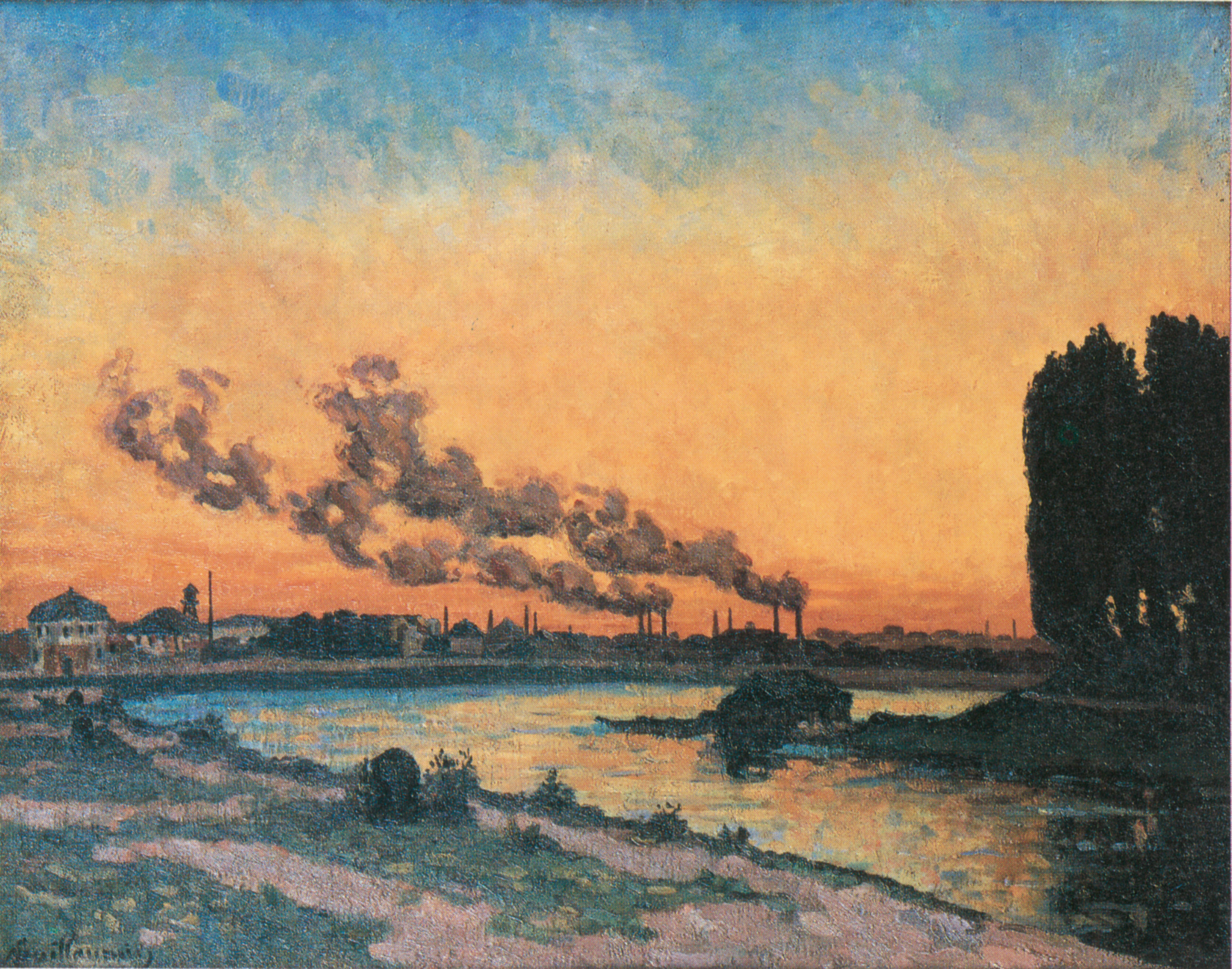
Guillaumins Zonsondergang in Ivry (1873), met industriële elementen in het landschap. Geëxposeerd op de eerste tentoonstelling.

### Bevestiging, 1874-1886
In de periode 1874-1886 zouden er acht 'grote impressionistententoonstellingen' worden gehouden. Na de eerste in 1874 vonden er vervolgexposities plaats in 1876, 1877, 1879, 1880, 1881, 1882 en 1886. De tijdsspanne van twaalf jaren tussen de eerste en laatste expositie geldt thans als de bloeitijd van het Franse impressionisme. De periode kenmerkt zich door een geleidelijke acceptatie en uiteindelijk definitieve erkenning als artistiek toonaangevende kunststroming. Achteraf wordt de derde tentoonstelling in 1877 vaak als keerpunt en hoogtepunt gezien, met de expositie van diverse werken die later als exemplarisch voor de impressionistische schilderkunst zouden gaan gelden: Bal du moulin de la Galette van Renoir, Rue de Paris, temps de pluie van Caillebotte en de Pont de l'Europe-serie van Monet. De standaardkritiek bleef, maar steeds vaker was er ook enthousiasme en waardering te horen. Het toenemend vertrouwen van de impressionisten weerspiegelde zich in 1879 in een eigen tijdschrift, 'La Vie moderne', met Renoir als drijvende kracht. Voortdurend werd gezocht naar vernieuwing. Met Caillebotte, Marie Bracquemond, de door Degas geïntroduceerde Amerikaanse schilderes Mary Cassatt, de Italiaan Federico Zandomeneghi en de jonge Paul Gauguin dienden zich bovendien nieuwe talenten aan, die voor de nodige verbreding zorgden.
Een bepalende rol in het toenemende succes van de impressionisten werd gespeeld door een aantal vooruitstrevende kunsthandelaren, met als belangrijkste exponent Paul Durand-Ruel. Ze vonden onder de nieuwe bourgeoisie een kansvolle markt voor impressionistische werken, die vaak het praktische voordeel hadden dat ze qua formaat uitstekend pasten in hun nieuwe Parijse herenhuizen. Durand-Ruel organiseerde ook succesvolle exposities van de impressionisten in het buitenland, onder andere in Londen en Brussel, hetgeen weer een positieve impact had op de thuiskritiek in Frankrijk. Via de connecties van Mary Cassatt wist hij in de jaren 1880 ook in de Verenigde Staten een belangrijke markt voor impressionistische werken aan te boren. Een expositie van impressionistische werken in New York in 1886 leidde tot een ware stormloop. De toegenomen interesse in hun werk en het commerciële succes maakte het de Franse impressionisten vanaf eind jaren 1870 steeds beter mogelijk in hun levensonderhoud te voorzien. Dit gegeven leek de saamhorigheid onder de kunstenaars echter niet ten goede te komen.

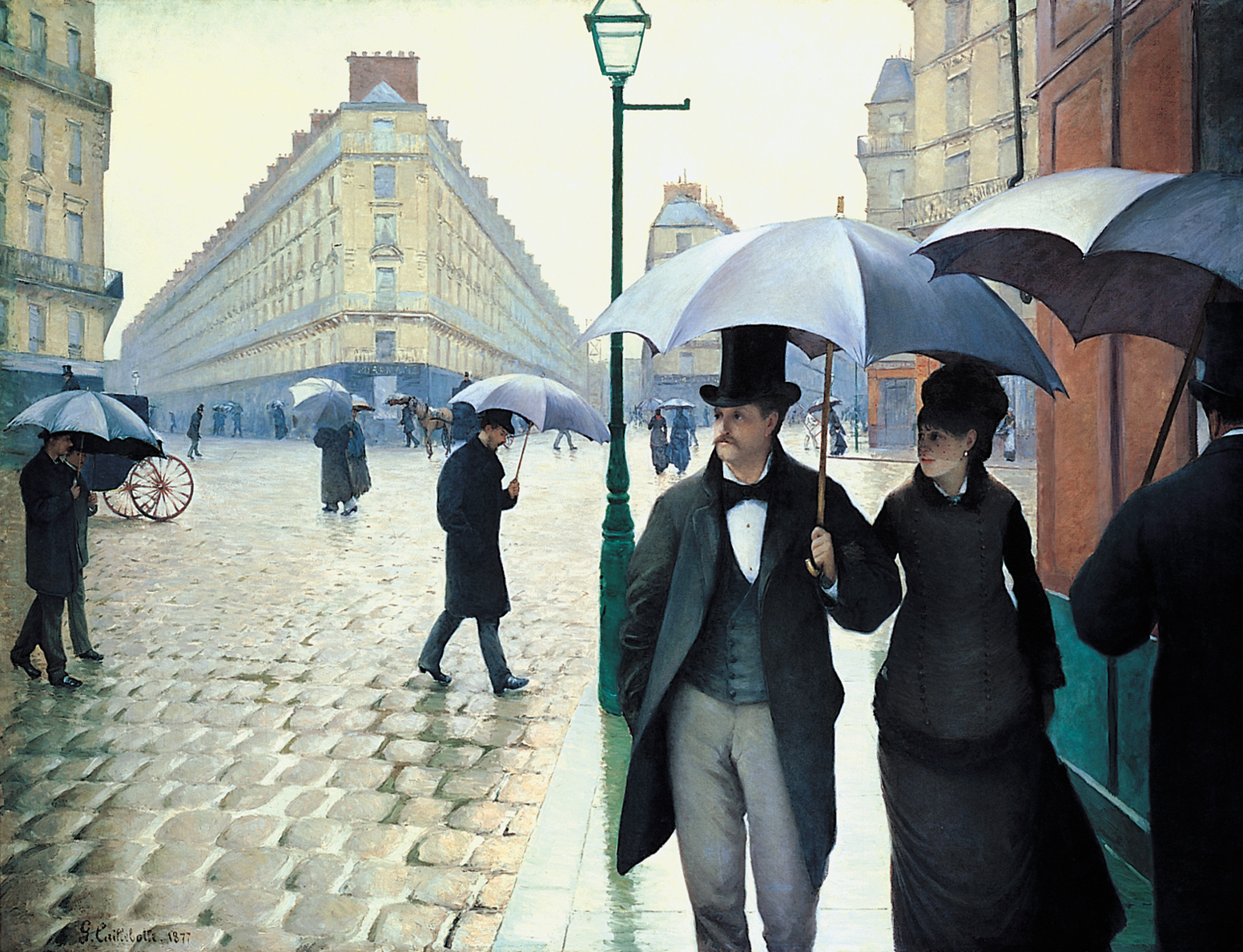
Caillebottes Rue de Paris, temps de pluie (1877), gesitueerd in het 'nieuwe' Parijs. Geëxposeerd op de derde tentoonstelling.
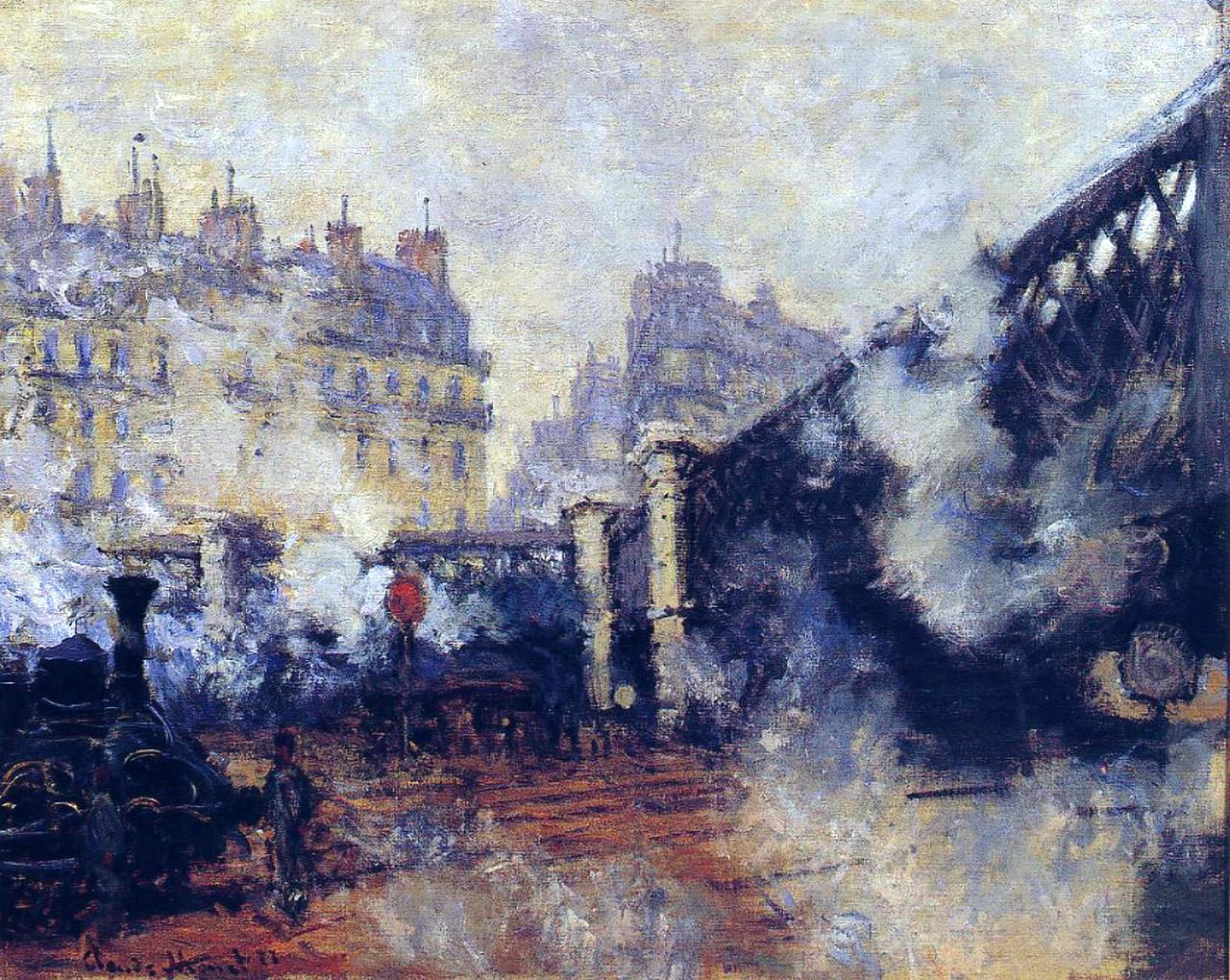
Monets Le Pont de l'Europe (1877). Deel van een serie, zoals Monet vaker reeksen schilderde. Op de derde tentoonstelling.
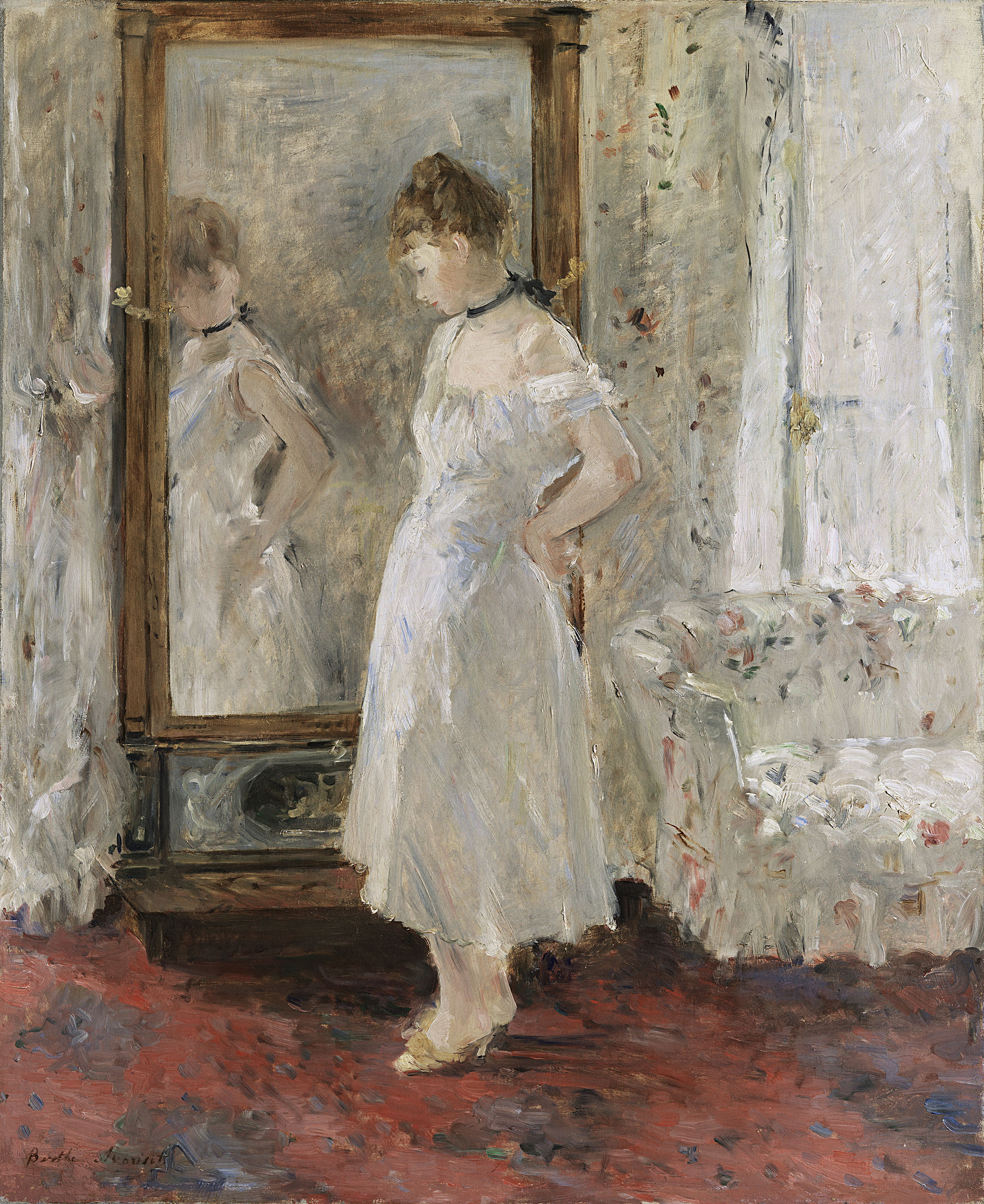
Morisots Psyche (1876), alledaags tafereel met mythologische elementen. Te zien op de derde tentoonstelling.

### Verschillen en onenigheid
Gaandeweg ontstonden er onenigheden in de aanvankelijk zo hechte kunstenaarsgroep, onder andere over de inrichting van de tentoonstellingen (met name vanaf editie vier in 1879), maar ook over werkwijzen. Zo was er onenigheid over het gebruik van belijningen en over de mate waarin het schetsmatige aspect moest prevaleren boven meer realistische uitwerkingen. Renoir en Sisley ontbraken vanwege dat soort discussies op de vierde, vijfde en zesde impressionistententoonstelling, Monet stuurde voor de vierde voornamelijk oudere werken in en ontbrak op de volgende twee edities. De zevende editie was eigenlijk niet meer dan een soort uitverkoopeditie uit het magazijn van Durand-Ruel.
Mede debet aan de spanningen was ook de inmiddels toegenomen status van de impressionisten. De bedenkelijke positie van opstandige buitenstaanders werd geleidelijk opgegeven, financieel raakten de meesten in betere doen, en schilders als Monet en Renoir verwelkomden de toenadering tussen de 'officiële' en de 'moderne' kunst. Toen ook Renoir in 1878 en Monet in 1880 werken inzonden en toegelaten werden tot de Salon, wekte dat bijgevolg wrevel onder veel van hun collega's. Met name Renoir, een boegbeeld toch van de impressionisten, zou in zijn stijl steeds conventioneler worden.
Midden jaren 1880 dreigde het impressionisme, ondanks alle diversiteit, toch zijn uniforme gezicht steeds meer te verliezen. Deze constatering werd bevestigd tijdens de achtste en laatste impressionistententoonstelling. In tweeërlei opzicht trok deze de aandacht met werken die afweken van de inmiddels bekende impressionistische kaders. Allereerst exposeerde Degas een zestal opzienbarende naakten in pastel, waarbij hij kritiek kreeg op de sterke belijningen (hetgeen als niet-impressionistisch werd gezien) en de weinig flatteuze weergave van de vrouwen. Meest spraakmakend was echter de expositie van een aantal schilderijen van Georges Seurat en Paul Signac, die werkten met een pointillistische techniek. Deze werken werden geëxposeerd in een aparte ruimte en riepen veel discussie en zelfs spotlust op, zowel onder mede-exposanten als recensenten. Het zou uiteindelijk leiden tot een verbreding van het impressionistisch begrip, maar ook tot een zekere diversificatie en afsplitsing.

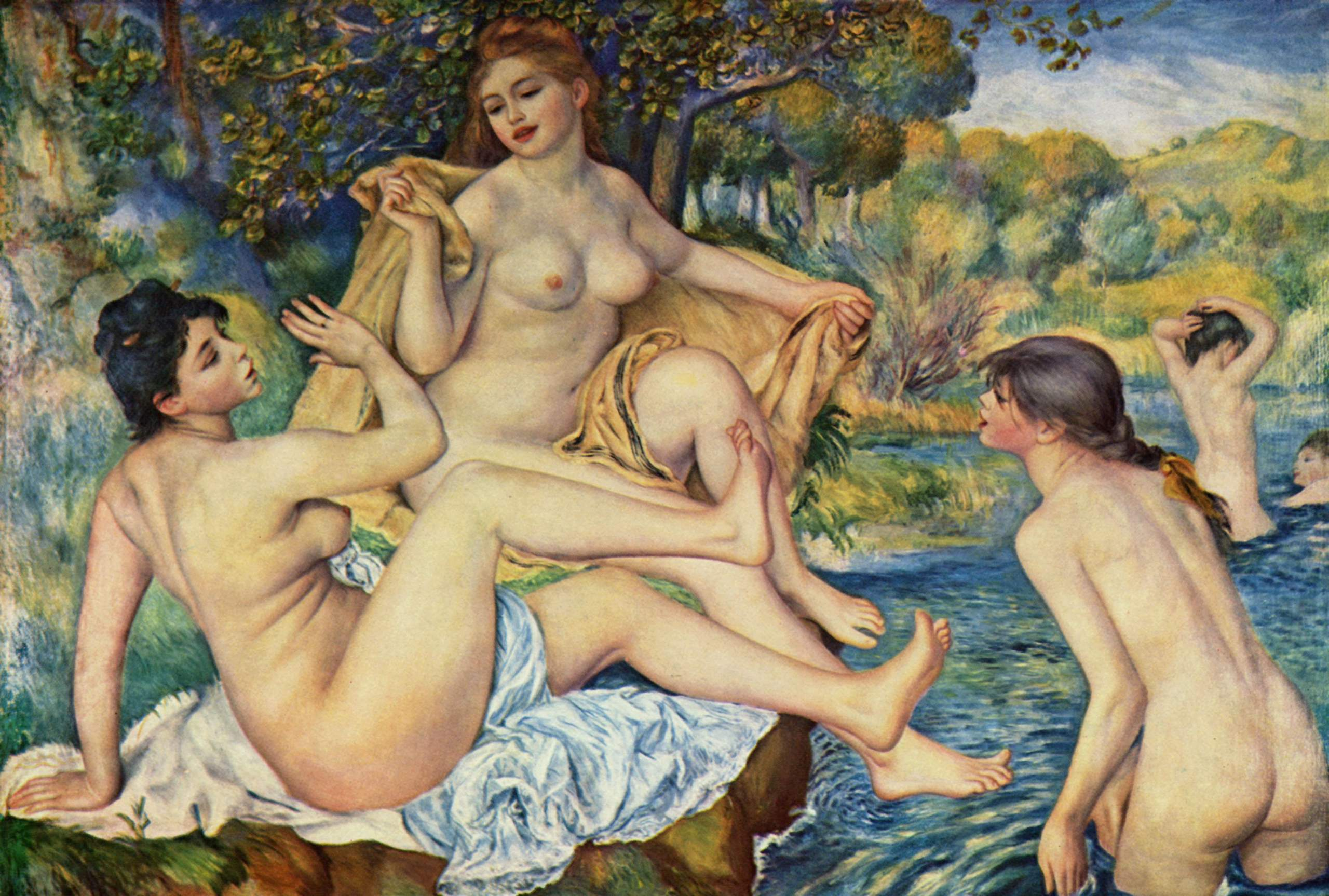
Renoirs Les Grandes Baigneuses (1884-1887), dat zijn overgang naar een traditionelere werkwijze markeert.
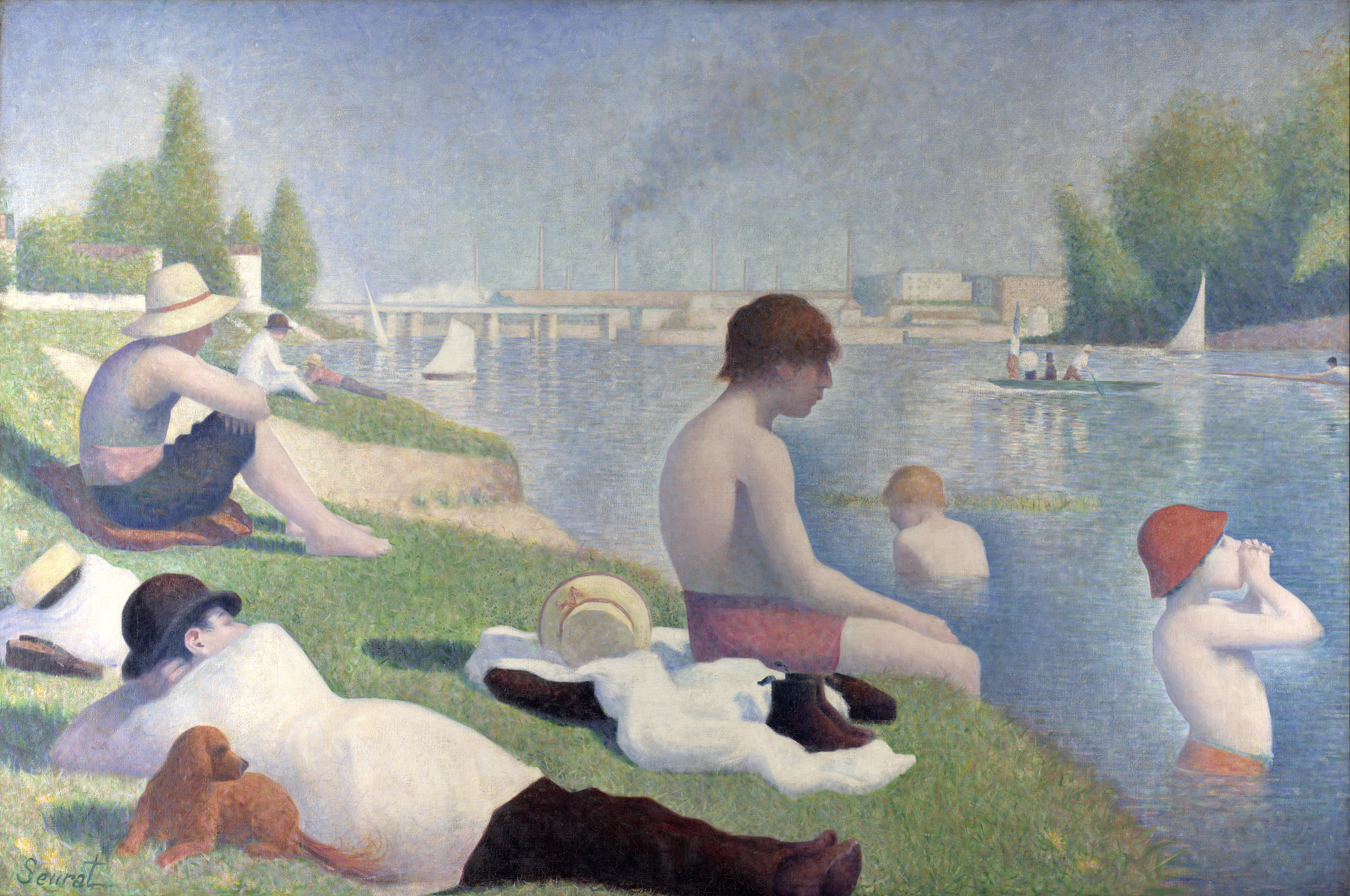
Seurats Baders bij Asnières (1884), in een neo-impressionistische stijl. Geëxposeerd tijdens de achtste tentoonstelling
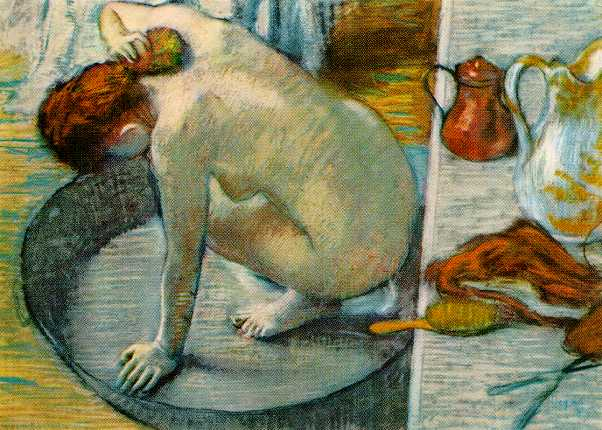
Degas' De tobbe (1886), met veel aandacht voor belijningen. Geëxposeerd tijdens de achtste tentoonstelling

## Neo- en postimpressionisme
De achtste impressionistententoonstelling maakte duidelijk dat het impressionisme in Parijs, als vernieuwingsbeweging, alweer als een aflopende ontwikkeling werd beschouwd. Er ontstond een aantal duidelijk afwijkende substromingen, in eerste instantie ingezet door het neo-impressionisme, later samengepakt onder de verzamelnaam postimpressionisme.
Signac en Seurat werkten hun pointillistische techniek verder uit in wetenschappelijk onderbouwde kleurtheorieën en adapteerden de naam neo-impressionisme. Al snel zouden ze ook een aantal oorspronkelijke impressionisten beïnvloeden, met name Camille Pissarro. Ook Vincent van Gogh, die in 1886 nog net op tijd in Parijs arriveerde om de laatste impressionistententoonstelling te bezoeken, werd sterk beïnvloed door hun divisionistische werkwijze.
Daarnaast ontwikkelde zich eind jaren 1880 met name in Bretagne een aantal kunstenaarskolonies die een eigen postimpressionistische genoemde stijl zouden ontwikkelen. Meest bekend zijn Les Nabis en de School van Pont-Aven, met Paul Gauguin, Paul Sérusier, Pierre Bonnard en Émile Bernard als belangrijkste voortrekkers. In een eigen variant van het impressionisme, cloisonnisme of synthetisme genoemd, legden ze de nadruk op grote, vaak duidelijk omlijnde kleurvlakken. Daarbij preludeerden ze nadrukkelijk ook op het symbolisme, dat in dezelfde periode zijn intrede begon te doen in de schilderkunst.
In Parijs deed zich in deze periode met name Henri de Toulouse-Lautrec gelden. Onder invloed van Degas ontwikkelde hij een geheel eigen postimpressionistische stijl, waarbij de belijningen weer een belangrijke rol speelden. Bij Toulouse-Lautrec (alsook bij veel andere postimpressionisten in die tijd, onder wie Van Gogh) speelde eind jaren 1880 ook invloeden van het japonisme een rol. Tweedimensionale composities en de aandacht voor contouren en grote kleurvlakken zouden uiteindelijk uitmonden in de stroming van het fauvisme.
Alles overschouwend ontstonden in Frankrijk tussen 1886 en 1900 een veelheid aan nieuwe stijlen die direct voortkwamen uit het impressionisme, er duidelijk aan verwant waren, maar tegelijkertijd een onmiskenbaar eigen signatuur hadden. Deze ontwikkeling zou zich in de jaren daarna, vooral ook door een verminderde aandacht voor realistische uitgangspunten in perspectiefhantering en verhoudingen, doortrekken in het modernisme van de twintigste eeuw. Het impressionisme mag daarvan het startpunt heten.

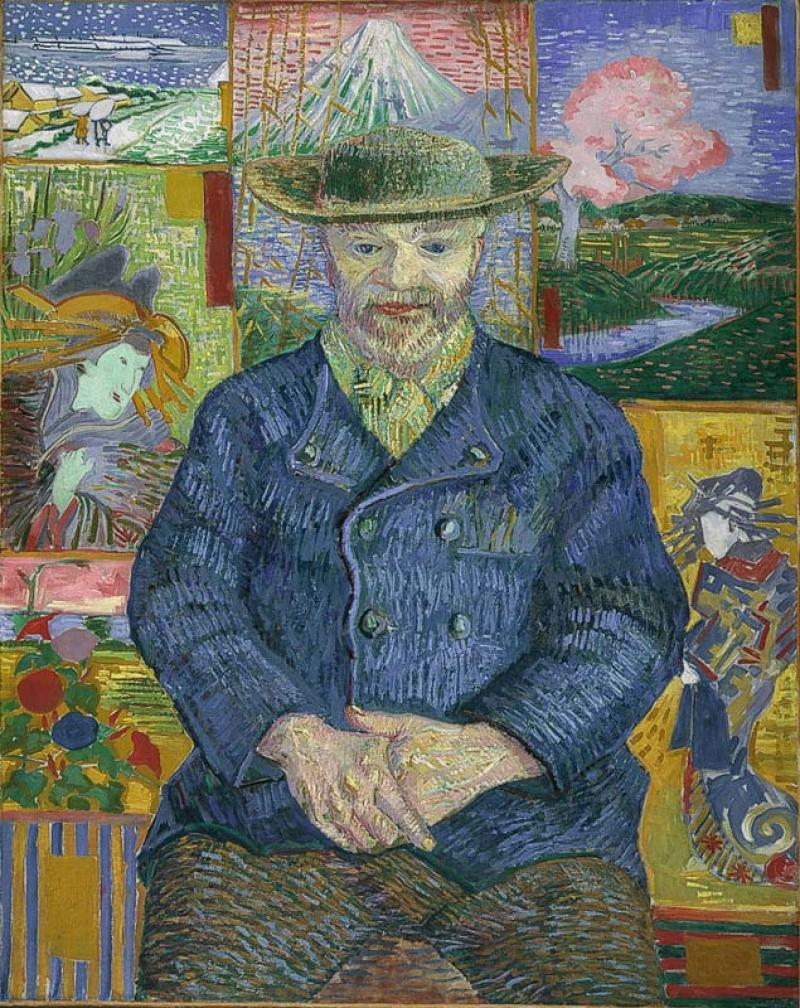
Van Goghs Portret van père Tanguy, 1886, met invloeden vanuit het divisionisme en het japonisme.
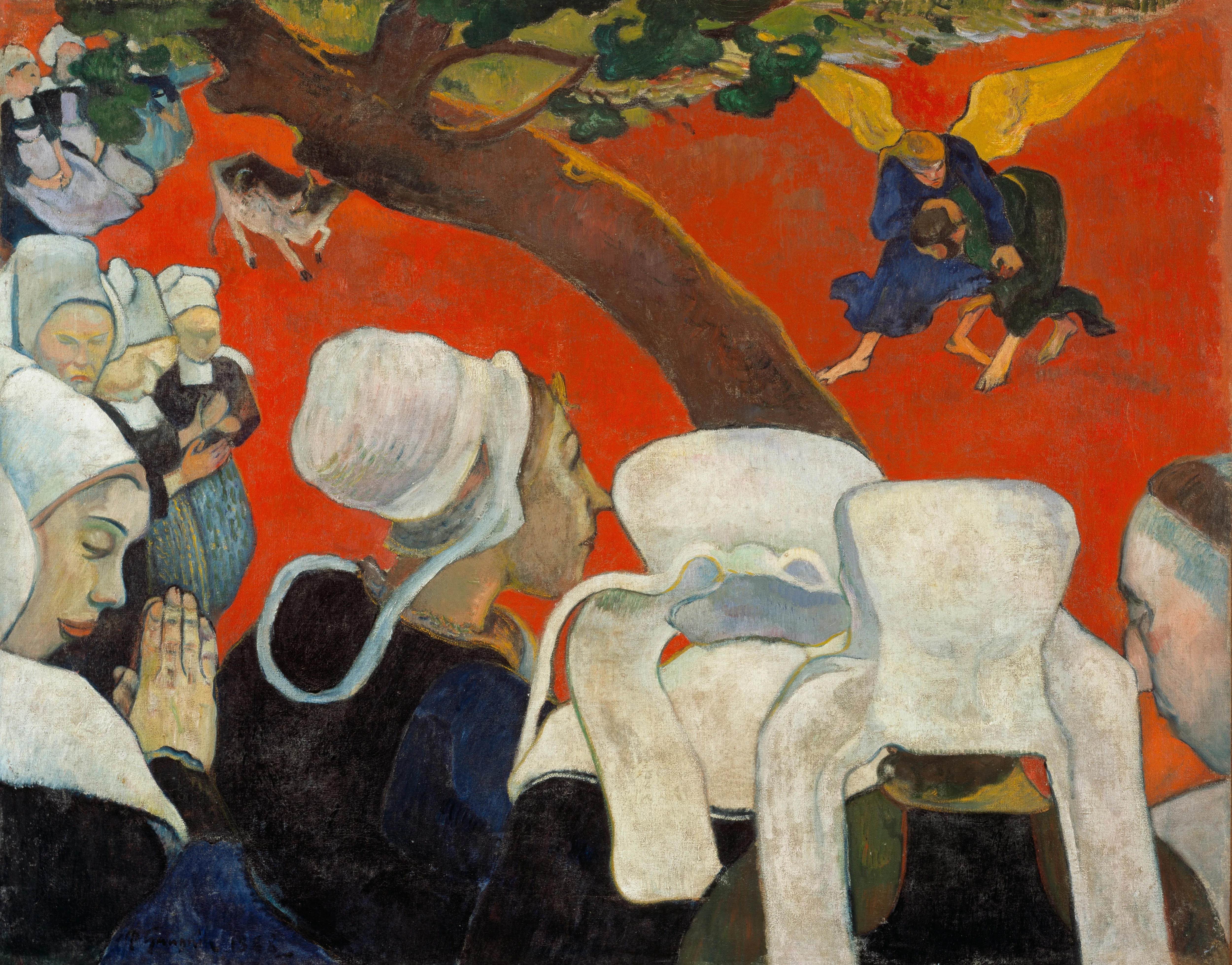
Gauguins Het visioen na de preek, 1888, met grote kleurvlakken en duidelijk ook symbolistische invloeden.
Toulouse-Lautrecs Au Salon de la rue des Moulins, 1894, een postimpressionistisch werk met elementen van het japonisme.

## Impressionisme buiten Frankrijk
Terwijl na 1886 het impressionisme in Frankrijk ingehaald werd door nieuwe stromingen, kwam het in het buitenland steeds nadrukkelijker tot bloei, een ontwikkeling die zou aanhouden tot aan de Eerste Wereldoorlog. Opvallend was de grote vlucht die het impressionisme in de Verenigde Staten nam. Veel Amerikaanse kunstenaars, waaronder veel vrouwen, waren na de Amerikaanse Burgeroorlog naar Frankrijk getrokken om er een kunstopleiding te volgen en veel van hen stonden van meet af aan open voor de vernieuwingsdrang van het impressionisme. Toen ze later naar de Verenigde Staten terugkeerden namen ze hun ervaringen mee, stichten er kolonies, schilderden er 'en plein air' en ontwikkelden een eigen Amerikaanse vorm van het impressionisme. Bekende namen waren, naast baanbreekster Mary Cassatt die reeds in Frankrijk naam maakte: William Merritt Chase, Frederick Carl Frieseke, Childe Hassam, Willard Metcalf, Lilla Cabot Perry, Theodore Robinson, Edmund Charles Tarbell, John Henry Twachtman en Julian Alden Weir. De 'open mind' voor impressionistische kunst hield gelijke pas met de interesse van de Amerikaanse upper class in impressionistische kunstwerken, waar door handelaren als Durand-Ruel en zijn zonen handig op in werd gespeeld. Eind negentiende eeuw ontstonden er de grootste particuliere verzamelingen van impressionistische werken ter wereld, die later de bases zouden vormen voor diverse musea.
Behalve in de Verenigde Staten kwam het impressionisme vanaf midden jaren 1880 ook tot grote bloei in de Deense badplaats Skagen, waar de Skagenschilders het intense noordelijke licht probeerden te vangen. In Australië vond een vergelijkbare ontwikkeling plaats rondom de Heidelberg School, met Tom Roberts, Arthur Streeton, Charles Conder en Frederick McCubbin. Andere bekende niet-Franse impressionisten aan het einde van de negentiende eeuw waren de Britten Walter Sickert, Philip Wilson Steer en Roderic O'Conor, de Canadees James Wilson Morrice, de Duitsers Lovis Corinth, Max Liebermann en Max Slevogt, de Russen Konstantin Korovin en Valentin Serov, de Italianen Giuseppe De Nittis en Federico Zandomeneghi, de Zweed Anders Zorn, de Spanjaard Joaquín Sorolla, de Poolse Olga Boznańska, de Roemeen Nicolae Grigorescu en de Servische Nadežda Petrović. Opvallend is dat vrijwel al deze niet-Franse schilders hun opleiding kregen in Parijs.

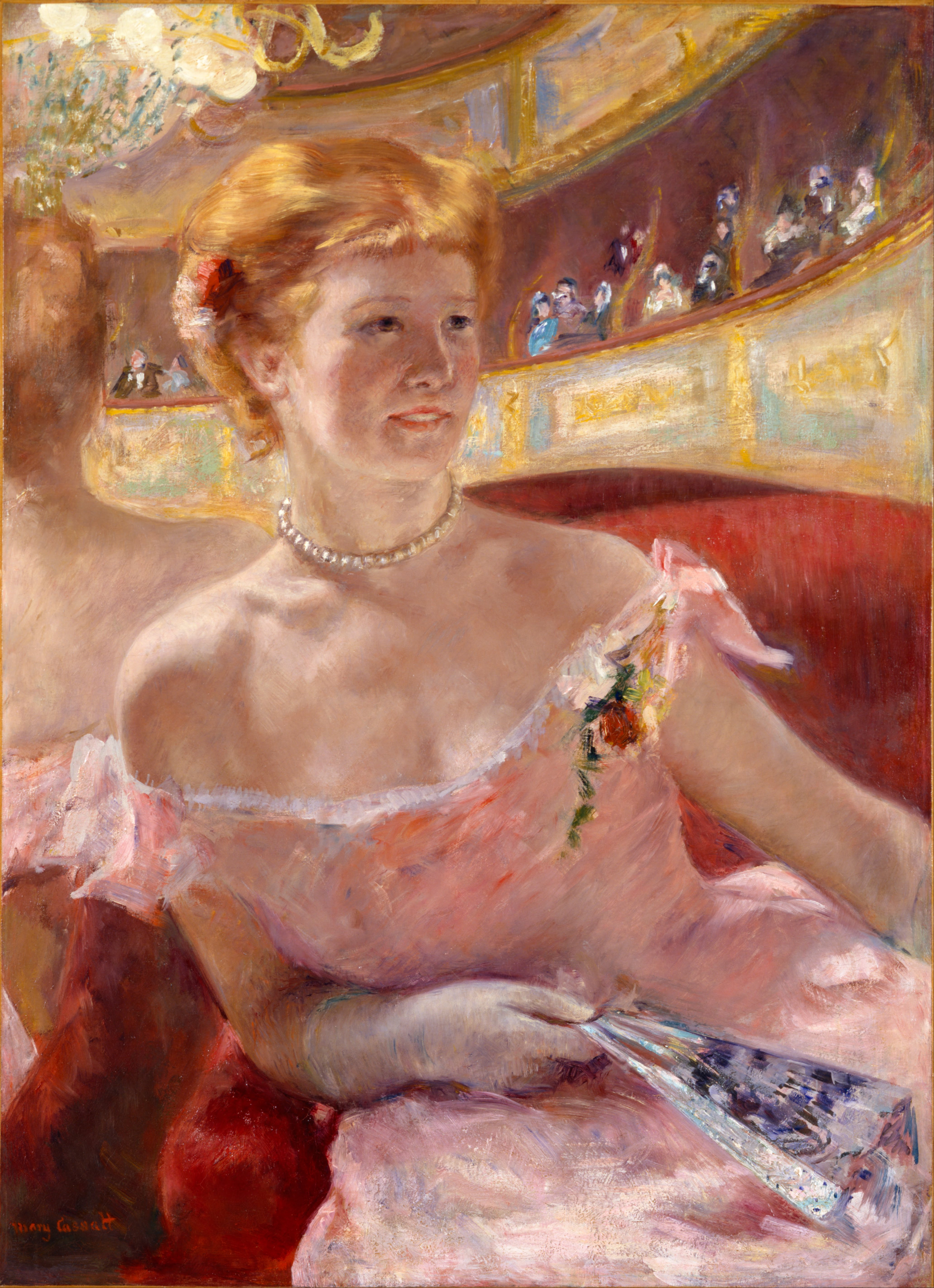
Vrouw met parelketting in een loge (1893-1894), door de Amerikaanse Mary Cassatt, een der eerste vrouwelijke impressionisten.
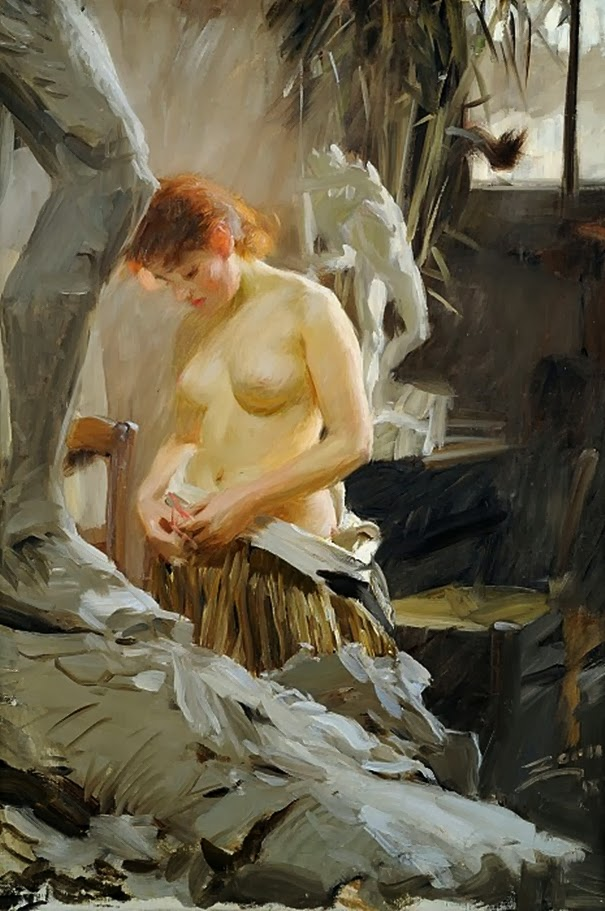
Zorns In Wikströms atelier (1889), met invloeden van Renoir.
Krøyers Hip, hip, hurra! (1886), portret van de Scandinavische Skagenschilders.

### Impressionisme in Nederland
In de jaren 1850 ontstonden vanuit Nederland toenemende contacten met de Franse schilderkunst, onder anderen via Jongkind en Monet, die regelmatig vanuit Frankrijk naar Nederland afreisden om er te schilderen. Steeds vaker trokken ook Nederlandse schilders zelf naar Frankrijk. Opvallend was ook de sterke belangstelling die de Nederlandse kunsthandel rond 1860 toonde voor de werken van schilders uit de School van Barbizon. Diverse werken van de Barbizonschilders kwamen te koop in Nederlandse galerieën en de kennismaking met hun werk leidde tot eerste impulsen richting het impressionisme. In Oosterbeek vestigde zich een groep kunstschilders die de Barbizonschool ten voorbeeld nam. Onder hen bevonden zich Jan Hendrik Weissenbruch, Anton Mauve, Jozef Israëls, Jacob Maris, Willem Maris, Constant Gabriël en Willem Roelofs, welke laatste ook zelf Barbizon had bezocht. Nadat een aantal van hen zich later in Den Haag vestigden, gingen ze door onder de naam van de Haagse School. Ze schilderden vooral landschappen. Hun werkwijze kenmerkte zich door het Schilderen 'en plein air' maar vooral ook door de hantering van een lossere penseeltechniek. De grondtoon van hun werk bleef echter overwegend grauw en realistisch, als toen gebruikelijk in de Nederlandse schilderkunst. De jonge Van Gogh liet zich sterk door hen beïnvloeden.
Echt impressionistisch te noemen werken ontstonden vanaf eind jaren 1880 met een tweede generatie 'Haagse scholers'. Belangrijke exponenten waren George Hendrik Breitner, Isaac Israëls, Willem de Zwart, Willem Witsen, Marie Henri Mackenzie en Jan Toorop. Onder invloed van hun Franse voorbeelden ontwikkelden zij een sterk schetsmatige techniek, met gebruik van felle, vaak primaire kleuren en een voor Hollandse begrippen opvallend lichte toonzetting. In hun onderwerpkeuzes zien we de typerende aandacht voor het toevallige, voorbijgaande moment en vluchtige atmosferen. Veelal werkten ze in de stad (Amsterdam, Den Haag), vaak schilderden ze ook figuren, veel aandacht was er voor het leven van alledag. Er sprak een grote levensaanvaarding uit hun werk, hetgeen als on-Hollands kan worden beschouwd. Tegenwoordig worden de Nederlandse impressionisten hoog gewaardeerd, maar werkend in een land waarin de Hollandse meesters uit de zeventiende eeuw als het absolute summum van de schilderkunst werden beschouwd, zouden ze tijdens hun leven altijd een beetje in de schaduw blijven werken van hun meer in sombere tonen werkende collega's uit de Haagse School.

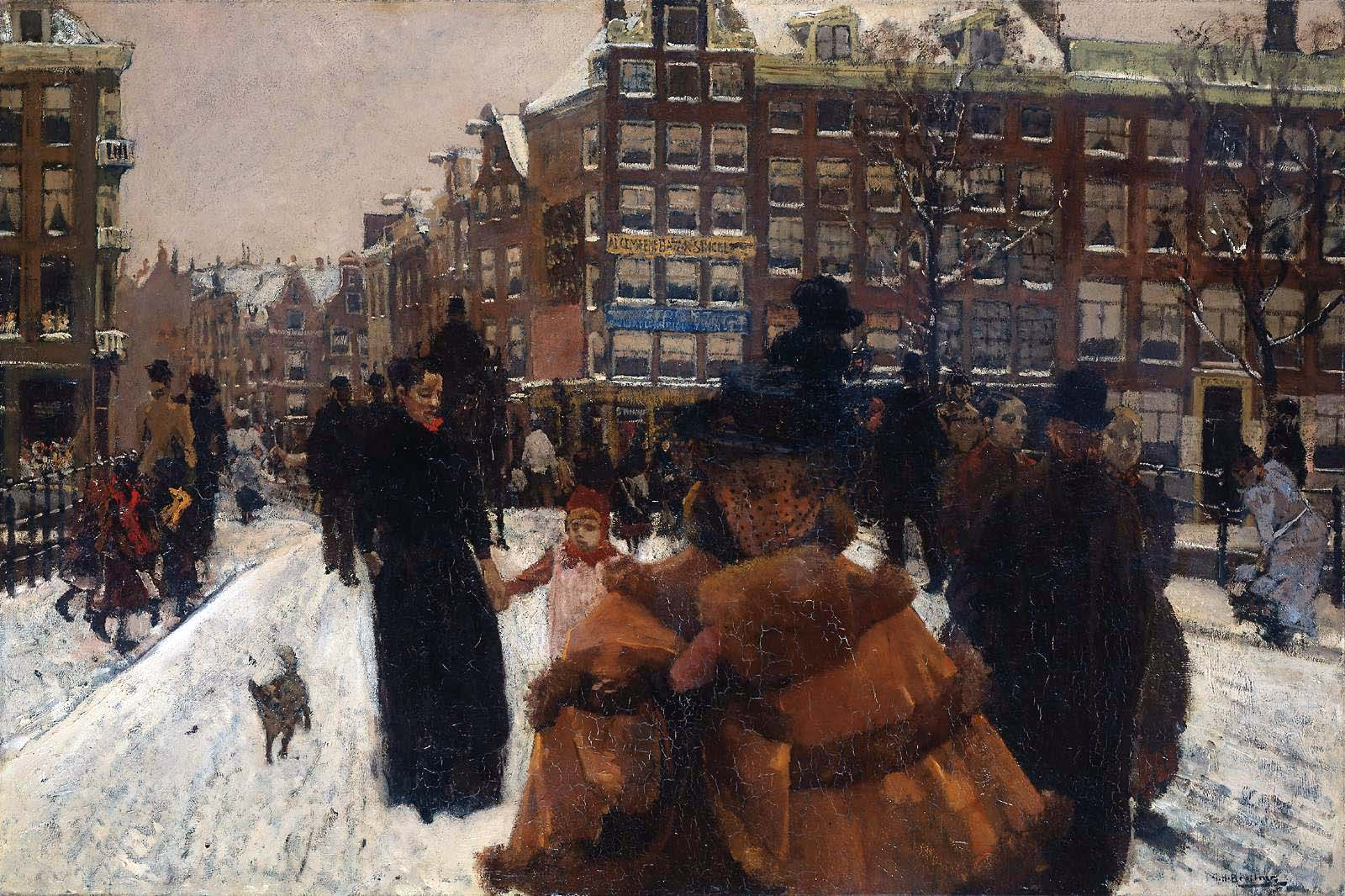
De Singelbrug bij de Paleisstraat in Amsterdam (1894), door Breitner, die veel Amsterdamse stadstaferelen schilderde.
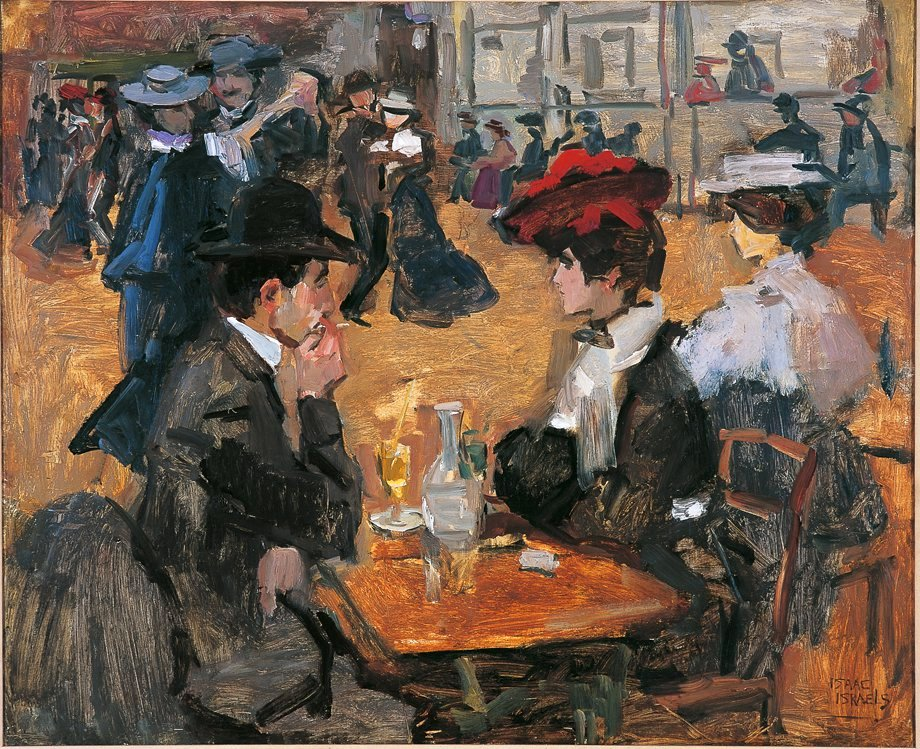
Moulin de la Galette (1905-1906), door Isaac Israëls, die lange tijd in Montmartre, Parijs werkte.
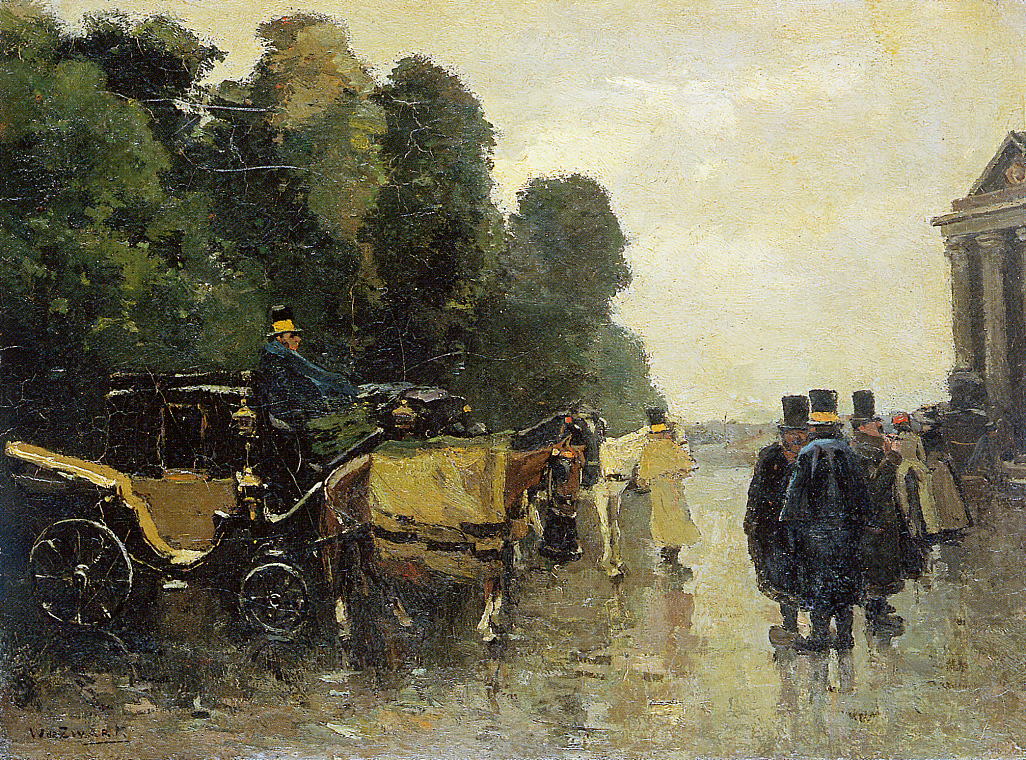
De Zwarts Rijtuigen met wachtende koetsiers (1890-1894), impressionistisch werk in een Hollandse atmosfeer.

### Impressionisme in België
Net als in Nederland ontstond ook in België rond 1870 een kolonie die zich richtte op de Barbizonschilders, in het Brabantse Tervuren, onder leiding van Isidore Verheyden. Verheyden stond in 1884 te Brussel ook mee aan de wieg van het avant-gardistische kunstenaarsgenootschap Les Vingt, dat zich tot doel stelde de nieuwe kunst te steunen en expositiemogelijkheden te bieden. Ook werden internationaal gelauwerde 'invités' uitgenodigd. De leden van Les Vingt waren bij de start van het genootschap, midden jaren 1880, in overwegende mate gericht op het impressionisme. Naast Verheyden behoorden tot de leden: Théo van Rysselberghe, Fernand Khnopff, Willy Finch, Guillaume Van Strydonck, Guillaume Vogels en later ook Anna Boch, Georges Lemmen en de buitenlanders Jan Toorop, Auguste Rodin en Paul Signac. Onder de exposanten op de salons van Les Vingt bevonden zich gerenommeerde impressionisten als Cézanne, Gauguin, Guillaumin, Sisley, Lebourg, Monet, Morisot, Pissarro, Renoir, Seurat en Toulouse-Lautrec.
Les Vingt zorgde te Brussel voor een klimaat van vernieuwing en de Belgen gaven het impressionisme al snel een eigen, meer gestructureerde vorm. Mede onder invloed van Signac kwam al snel de nadruk te liggen op pointillistische technieken, met veel aandacht voor het clair-obscur, zoals dat later ook terug zou komen in het luminisme van Emile Claus. Nog voor 1890 ontwikkelde het Belgisch impressionisme zich verder door, enerzijds richting het symbolisme (Khnopff, Ensor), anderzijds in cloisonnistisch georiënteerde stijlen, met nadruk op grote kleurvlakken, uitmondend in een vorm van expressionistisch fauvisme. Belangrijke vertegenwoordigers van die laatste richting waren Henri Evenepoel, Auguste Oleffe en Rik Wouters. Ze werden ook wel 'Brabantse fauvisten' genoemd, omdat een aantal van hen vaak werkten in Bosvoorde en Oudergem, ten zuidoosten van Brussel. Het artistieke klimaat in Brussel tussen 1884 en 1914 was van internationale allure en zou uiteindelijk grote invloed hebben op de ontwikkeling van latere modernistische kunstbewegingen. Zelfs na de Tweede Wereldoorlog werkte het toenmalige gedachtegoed nog sterk door in bijvoorbeeld de expressionistische Cobra-schilders.

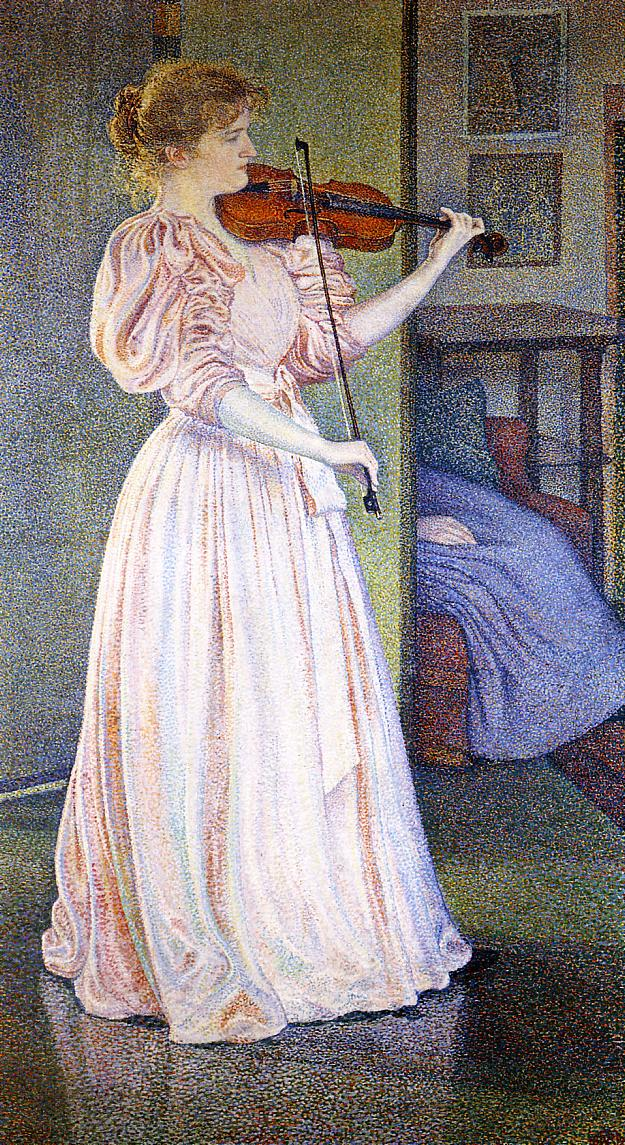
Van Rysselberghes Portret van Irma Sèthe (1894), in een neo-impressionistische stijl.
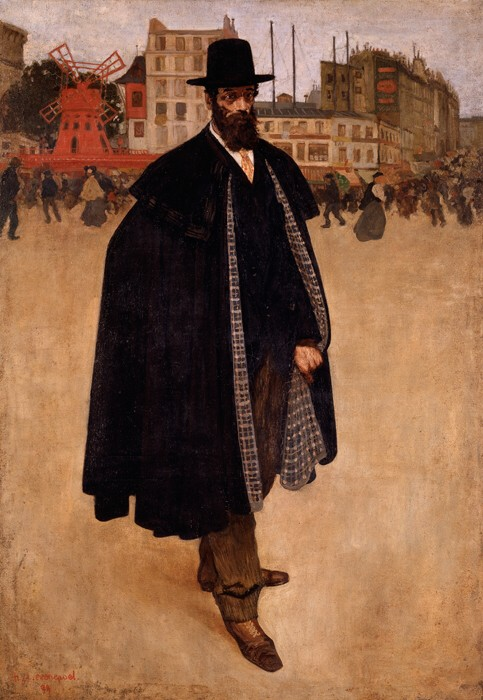
Evenepoels De Spanjaard in Parijs (1897), onder invloed van Manet en Toulouse-Lautrec.
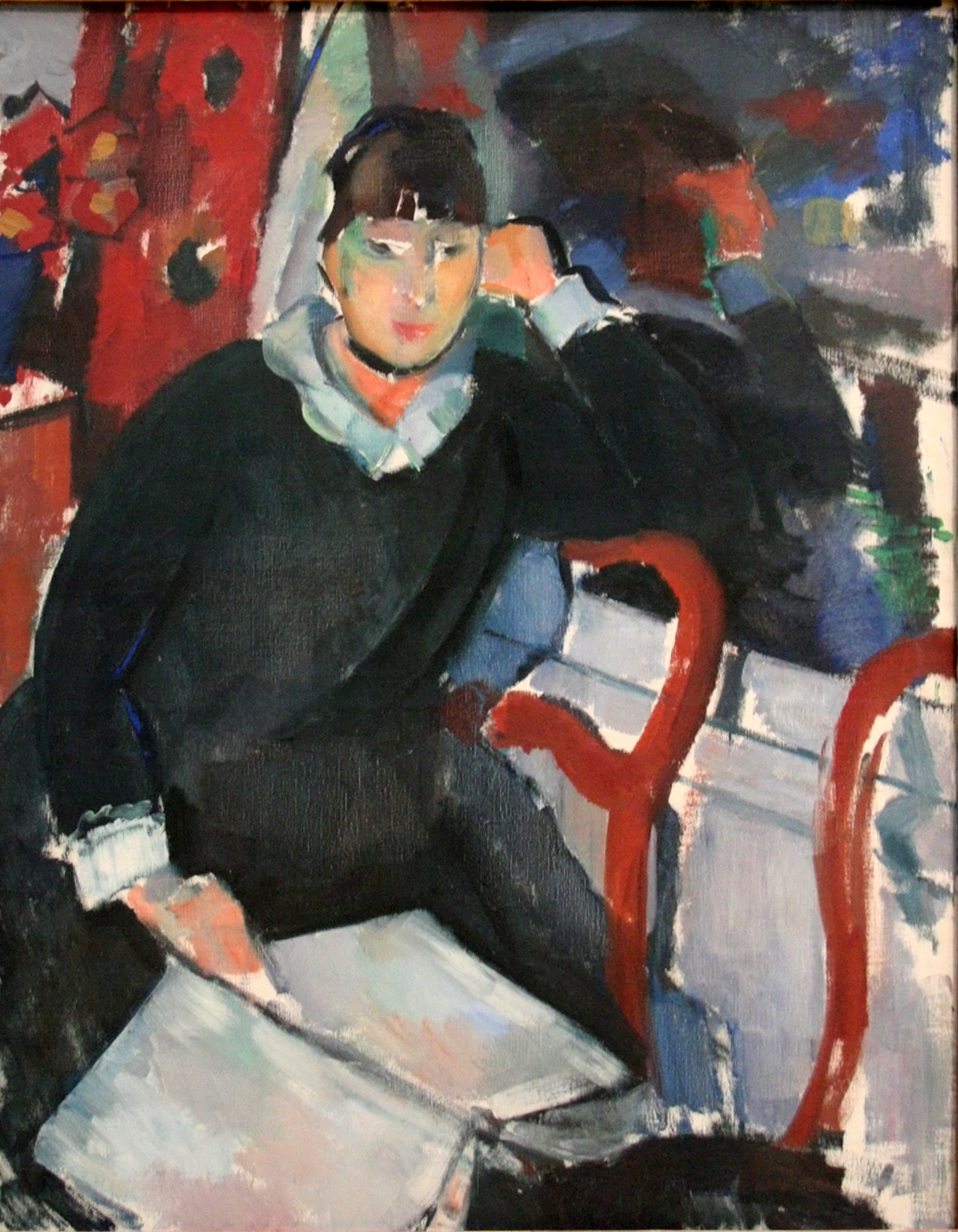
Zittende vrouw bij het venster (1915) door Wouters, in een door Cézanne beïnvloede stijl, met elementen van het fauvisme.

## Impressionisme in andere kunsten

### Impressionisme in fotografie en film
Zo goed als de opkomst van de fotografie van invloed was op de ontwikkeling van het impressionisme, met name in compositorisch opzicht, beïnvloedde het impressionisme ook de kunstopvatting binnen de fotografie.
In de fotografie zijn de impressionistische beginselen rond 1900 terug te vinden in de beweging van het picturalisme, met Alfred Stieglitz en Edward Steichen als belangrijke exponenten. Het picturalisme was de eerste beweging waarbij fotografie als een op zichzelf staande kunstvorm werd gezien. De stroming ontstond uit pogingen om de kunstfotografie gelijk te stellen met schilderkunst uit die tijd. Picturalisten wilden met name proberen om het lichtgebruik, maar ook andere kenmerken van schilderijen over te brengen op hun foto’s. Het resultaat kenmerkte zich door scherpe contrasten in combinatie met een onscherp of wazig beeld, hetgeen een impressionistisch effect gaf. Om zo'n effect te bereiken werden onder andere softfocus-technieken gebruikt, met speciale filters en lenzen. Ook manipulatie in de doka werd regelmatig toegepast. Vanaf 1898 deed bovendien fotopapier met een ruw oppervlak zijn intrede als picturalistisch hulpmiddel. De Encyclopaedia Britannica uit 1911 omschreef deze manier van werken als "het bereiken van persoonlijke artistieke impressie".

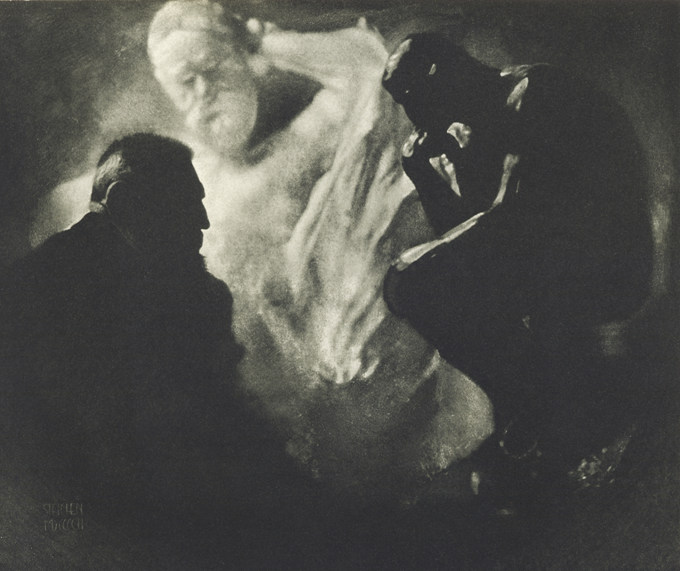
Steichens Rodin, le Monument à Victor Hugo et le Penseur (1902), een impressionistische foto van een door het impressionisme beïnvloede beeldhouwer.

In de filmkunst ontstond in de jaren twintig een impressionistische stroming die zich vooral onderscheidde door de representatie van een grote hoeveelheid afzonderlijke indrukken, vaak met onscherpe lens. Het moest vooral een bepaalde zielstoestand uitdrukken. De subjectieve ervaring bij de kijker stond centraal. Bekende regisseurs uit deze school waren Marcel L'Herbier, Abel Gance, Jean Epstein en Jean Renoir, de zoon van de schilder.

### Impressionisme in de beeldhouwkunst
Impressionistische invloeden zijn ook terug te vinden in de beeldhouwkunst. Waar in de traditionele beeldhouwkunst alles draaide om volume en gewicht, kwam onder invloed van het impressionisme de ontbinding van het materiaal centraal te staan en werden pogingen ondernomen om het licht bepalend te laten zijn voor het effect van de sculptuur. De vormen van de sculpturen zijn vaak onaf, gefragmenteerd, met afgebroken randen, en geven vaak de schijn van een studie, waar ze nadrukkelijk als eindproduct zijn bedoeld.
Bekende beeldhouwers die door het impressionisme werden beïnvloed waren Auguste Rodin, Medardo Rosso, Aristide Maillol, Camille Claudel en Anna Goloebkina. Ook impressionistische kunstschilders als Edgar Degas en Anders Zorn maakten regelmatig sculpturen.

### Impressionisme in de literatuur
Impressionistische literatuur kenmerkt zich door de weergave van een grote hoeveelheid zinnelijke indrukken, in een poging bepaalde stemmingen weer te geven.
Kenmerken van het taalgebruik van impressionistische schrijvers zijn:
1. kwistig gebruik van bijvoeglijke naamwoorden.
2. gebruik van reeksen adjectieven (bij Lodewijk van Deyssel kan hieromtrent zelfs een parallel met het pointillisme worden getrokken).
3. gebruik van onomatopeeën (klanknabootsingen, bijvoorbeeld knisperen, ka-bónk, rètteketèt).
4. gebruiken van synesthesieën (het gelijktijdig reageren van twee zintuigen, bijvoorbeeld 'een donker geluid', 'een bittere geur').
5. gebruik van neologismen (nieuwvormingen, bijvoorbeeld de rook "roet-rolde", de rook "scheur-vlood" door het "vlamme-schemeren" (Ary Prins).
6. in proza wordt regelmatig de 'Erlebte Rede' gebruikt, een mengvorm van directe en indirecte rede, bijvoorbeeld "Hij beweerde, hij zou heus wel komen".

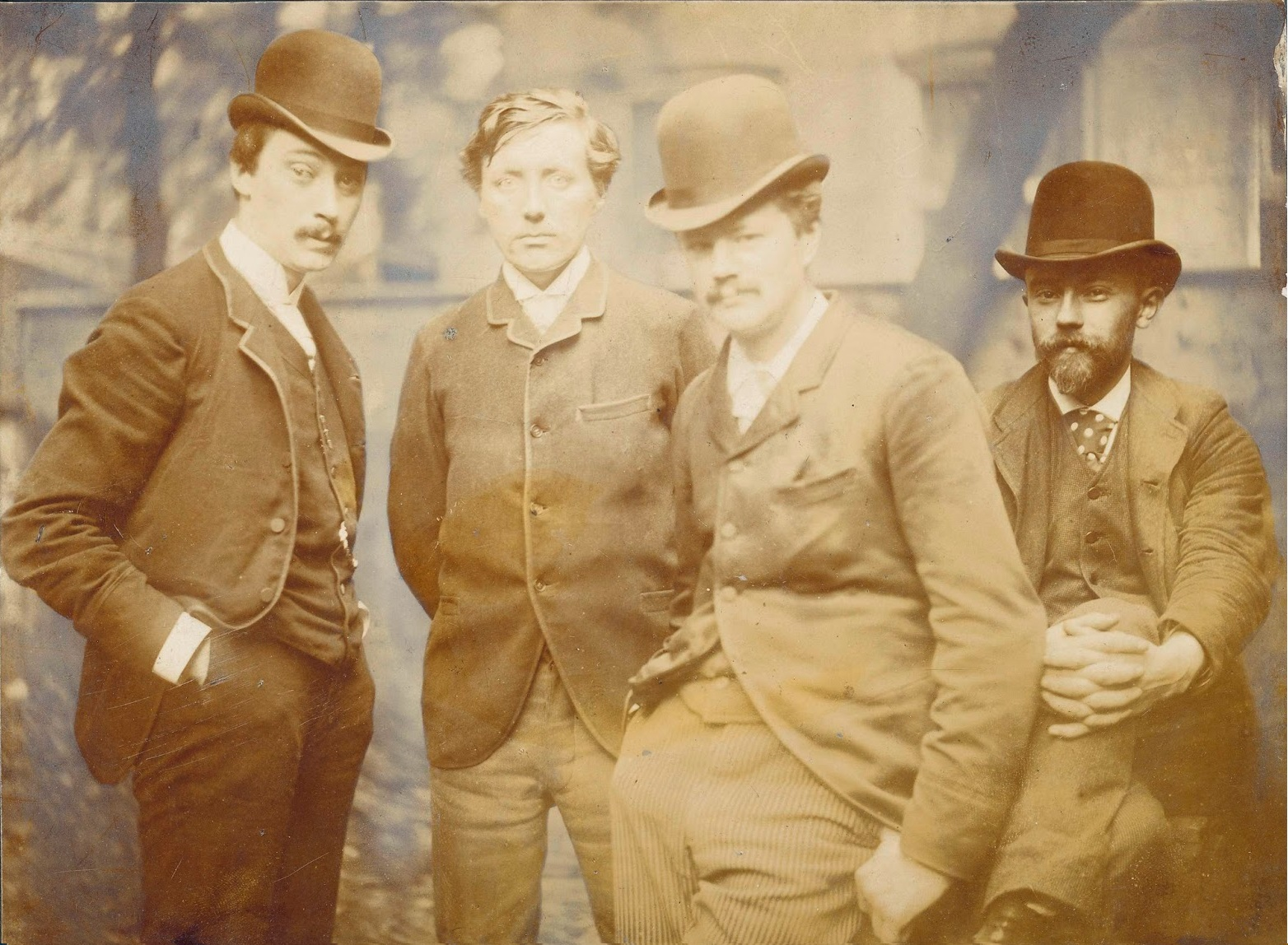
Kunstenaarsportretten, foto door Joseph Jessurun de Mesquita. V.l.n.r.: Willem Witsen, Willem Kloos, Hein Boeken en Maurits van der Valk, leden van de impressionistische Tachtigers-groepering.

Het impressionisme in de Nederlandse letterkunde werd beïnvloed door de Fransen zoals de gebroeders Edmond en Jules de Goncourt. Impressionistische 'toetsen' kunnen ook teruggevonden worden in het werk van Louis Couperus en bij de Tachtigers, met name bij Gorter en Van Deyssel. Bij deze laatsten krijgt het meer de vorm van een sensitivisme waarbij het subject bestaat uit een verzameling van impressies en sensaties.
Vlaamse vertegenwoordigers zijn Pol de Mont, Fernand Toussaint van Boelaere en Herman Teirlinck.

### Impressionisme in muziek en dans
De impressionistische muziek is doorgaans sfeertekenend gecomponeerd, vaak met invloeden uit de oosterse muziek. Tevens wordt de muziek intiemer, geen grote bezettingen met bombastische geluidsorkanen, maar subtiele klankvelden, die fijntjes en subtiel worden vormgegeven. Er ontstaat een voorkeur voor kleinere vormen en bezettingen. Ook wordt het tonale componeren verlaten in ruil voor pentatoniek en octotoniek, harmonie wordt vrijer, en het 'zwevende' ritme (minder duidelijk waar de 'tel' zit) wordt prominenter. Het impressionisme in de muziek liet zich ook graag inspireren door de literatuur. Veel liederen uit deze periode werden bovendien gemaakt op teksten van tijdgenoten, waar voorheen vaak werd teruggegrepen op klassieke dichters en teksten.
In Duitsland kan Hugo Wolf in zijn latere werk gezien worden als een impressionist en in Frankrijk kan gedacht worden aan Maurice Ravel en Claude Debussy. Debussy's Prélude à l'après-midi d'un faune uit 1911, in 1912 als dans uitgevoerd door Vaslav Nijinsky, wordt vaak beschouwd als een hoogtepunt van zowel de impressionistische muziek als de dans. Bij de Nederlandse componisten valt te denken aan Alphons Diepenbrock, Jan Ingenhoven en Rudolf Escher, hoewel geen van drieën voluit impressionist kan worden genoemd.
De nadruk op indrukken, sfeer, subtiliteit en zwevende ritmes weerspiegelde zich in het begin van de twintigste eeuw ook in vernieuwingen in de dans, zoals die met name door Sergej Diaghilevs Ballets Russes vorm werd gegeven.

## Lijst van impressionisten
absolute schilderkunst ·  abstract expressionisme · abstracte kunst · academische kunst · actionpainting · art brut · art deco · classicisme · colorfieldpainting · dadaïsme · expressionisme · fauvisme · figuratieve kunst · futurisme · hard edge · hyperrealisme · impressionisme · informele schilderkunst · jugendstil · kubisme · luminisme · magisch realisme · maniërisme · minimal art · naïeve kunst · naturalisme · neo-expressionisme · neo-impressionisme · nieuwe beelding · nieuwe zakelijkheid · op-art · orphisme · oriëntalisme · piëtisme · pittura metafisica · pixel art · pointillisme · popart · postimpressionisme · prerafaëlieten · primitivisme · realisme · romaans . romantiek · sociaal realisme · suprematisme · surrealisme · symbolisme · tachisme